# Pintura do Romantismo brasileiro

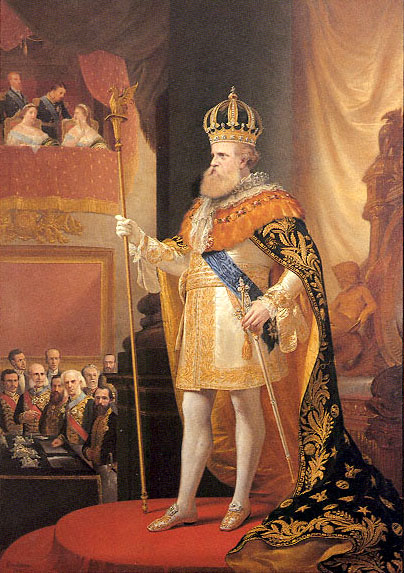
Pedro Américo: A fala do Trono, c. 1872. Museu Imperial

A pintura do Romantismo brasileiro foi a principal expressão das artes plásticas no Brasil na segunda metade do século XIX. Essa produção pictórica se inseriu na evolução local do movimento romântico e coincidiu aproximadamente com o período do Segundo Reinado, mas suas características foram bastante singulares, diferenciando-se em vários pontos em relação à versão original do Romantismo europeu e da mesma forma não pode ser considerada um paralelo exato da importante manifestação do Romantismo na literatura brasileira da mesma época. Teve uma feição palaciana e contida, trouxe forte carga neoclássica e logo se mesclou ao Realismo, Simbolismo e outras escolas, em uma síntese eclética que vigorou até os primeiros anos do século XX.
Em termos ideológicos a pintura do Romantismo brasileiro girou principalmente em torno do movimento nacionalista orquestrado habilmente pelo imperador Dom Pedro II, ciente dos problemas oriundos da falta de unidade cultural num país tão vasto e interessado em apresentar uma imagem de um Brasil civilizado e progressista diante do mundo. Esse nacionalismo encontrou expressão maior na reconstrução visual de eventos históricos importantes, no retrato da natureza e dos tipos populares, e na reabilitação do índio, legando um corpo de obras de arte que até hoje figura com destaque nos museus nacionais, e cujo simbolismo marcante e efetivo contribuiu de maneira poderosa para a construção de uma nova identidade nacional e fez alguns de seus exemplos mais bem conseguidos penetrarem indelevelmente na memória coletiva do povo brasileiro.

## O Romantismo internacional

Eugène Delacroix: A Liberdade guiando o povo, 1830. Exemplo do caráter revolucionário e passional do Romantismo em sua fase mais vigorosa

O Romantismo pictórico, ao contrário do que usualmente se supõe, foi um conglomerado de estilos muito diferenciados e que não raro entravam em oposição, que floresceram na Europa entre meados do século XVIII e o fim do século XIX. Tampouco os críticos chegaram a um consenso na definição do estilo romântico ou sequer sobre se podemos dizer que houve um "movimento" romântico como geralmente se concebe o termo. Talvez o único traço em comum que essas tendências tinham era o apreço pela visão individual, única e original do artista, que desenvolvera uma aguda, muitas vezes intensamente dramática, consciência de si mesmo e dos aspectos irracionais de seu universo interior, e pela primeira vez na história da arte se julgava livre de ter de prestar contas à sociedade e aos seus patronos pela arte que produzia, baseando seu julgamento não no racionalismo ou num programa estético apriorístico, mas antes em seus sentimentos privados, que não obstante não eram indiferentes à transcendência do eu em uma comunhão mística com a natureza ou o infinito. Já disse Baudelaire:
O romantismo não se encontra nem na escolha dos temas nem em sua verdade objetiva, mas no modo de sentir. Para mim, o romantismo é a expressão mais recente e atual da beleza. E quem fala de romantismo fala de arte moderna, quer dizer, intimidade, espiritualidade, cor e tendência ao infinito, expressos por todos os meios de que as artes dispõem"..

O Anjo da Morte (1851), de Horace Vernet, que foi um dos mestres de Pedro Américo. Uma obra típica do Romantismo sentimental da segunda metade do século XIX

Muitas vezes a expressão do gênio individual gerou projetos estéticos que buscavam deliberadamente chocar, cortejando o bizarro, o não-convencional, o exótico e o excêntrico e beirando o melodramático, o mórbido e o histérico. Muitos dessa geração padeciam do que veio a se conhecer como o mal do século, um sentimento de vacuidade, de inutilidade de todos os esforços, de melancolia indefinível e incurável, de insatisfação perpétua. Géricault disse que "o que quer que eu faça, desejaria tê-lo feito de outra forma".
Por outro lado, a fervorosa apreciação da natureza dos românticos levou muitas vezes à concepção de um ideal panteísta de vida e a uma nova abordagem do paisagismo, e o seu historicismo revolucionou a visão que se tinha do homem dentro da história e do valor das instituições tradicionais, como o Estado e a Igreja. Um idealismo humanista que buscava uma reforma na sociedade levou muitos românticos a fazerem um retrato sensível do povo, de seus costumes e folclore e de sua história, que foram a base para o nascimento ou fortalecimento de movimentos nacionalistas em vários países. Contudo, passado o período agitado da Revolução Francesa e do Império Napoleônico, o ímpeto visionário, humanista, turbulento e contestador dos primeiros românticos se desfaz. O tema perde em importância em relação à técnica e à forma, e eles em sua maioria se retraem para os mundos utópicos do oriente ou da Idade Média, ou sua força degenera num sentimentalismo e convencionalidade burgueses, que buscam apenas o decorativo, o exótico e o pitoresco. Em termos técnicos, a pintura romântica em linhas gerais abandona o predomínio do desenho sobre a cor e o racionalismo compositivo da tradição neoclássica em favor de composições mais movimentadas e de maior apelo emocional, onde a cor e a mancha são elementos de mais peso na construção da obra, procurando com isso a criação de efeitos de atmosfera e luz mais sugestivos e sensíveis.
Assim, o Romantismo é de fato um movimento complexo e contraditório, que tanto nasce do classicismo e dele bebe à larga, como o rejeita, e luta até consigo mesmo. Sua ênfase no individualismo acabou naturalmente por gerar uma enorme multiplicidade de abordagens estéticas e corpos ideológicos, e fez com que enfim seus integrantes se sentissem tipicamente desenraizados, apátridas e incompreendidos. Segundo Hauser, "os objetivos artísticos tinham-se tornado demasiadamente pessoais, o critério de qualidade artística, demasiadamente diferenciado, para que se pudesse falar em escolas".

## A versão brasileira

### Antecedentes estéticos e ideológicos

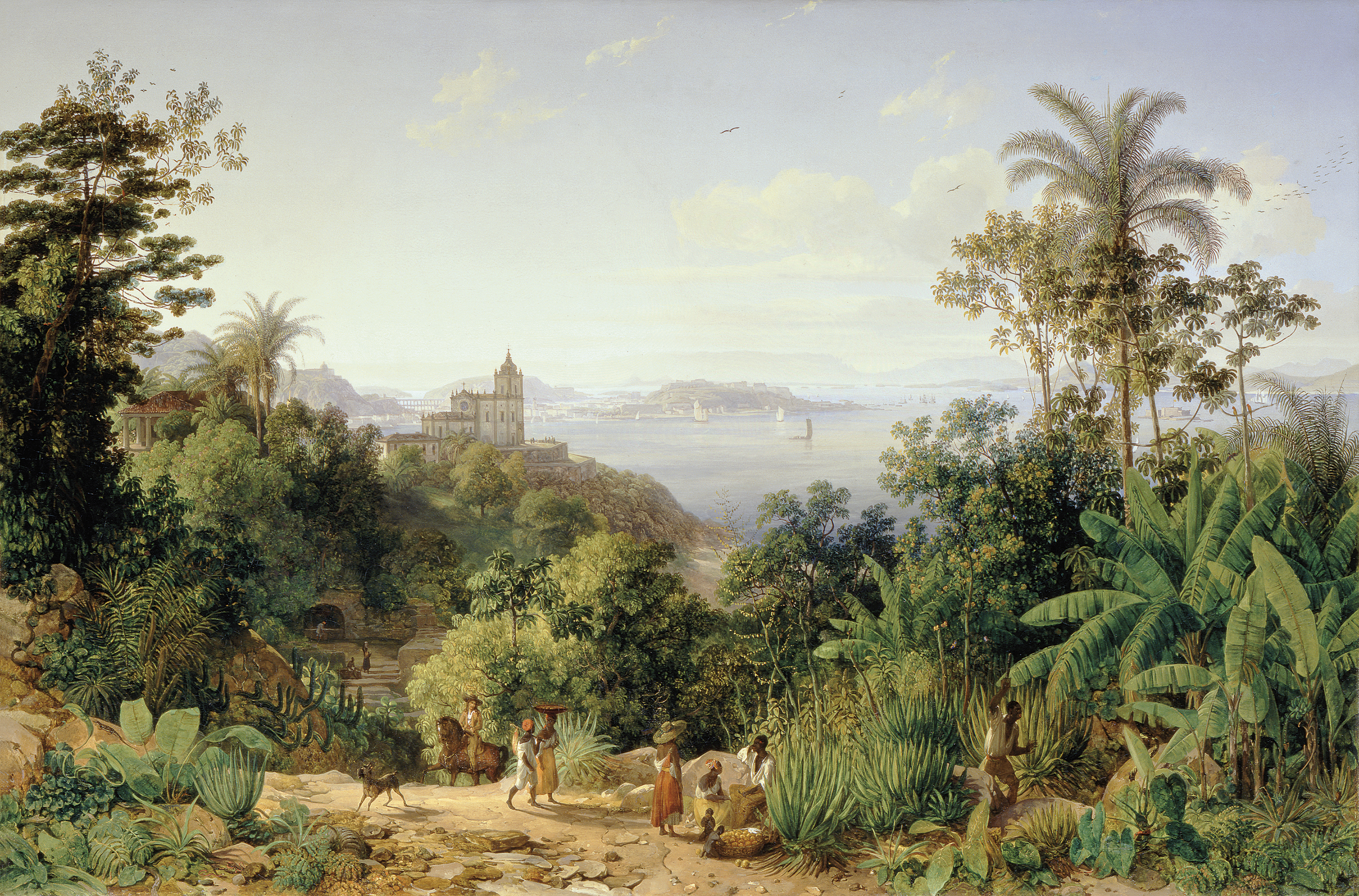
Thomas Ender: Vista do Rio de Janeiro, 1817

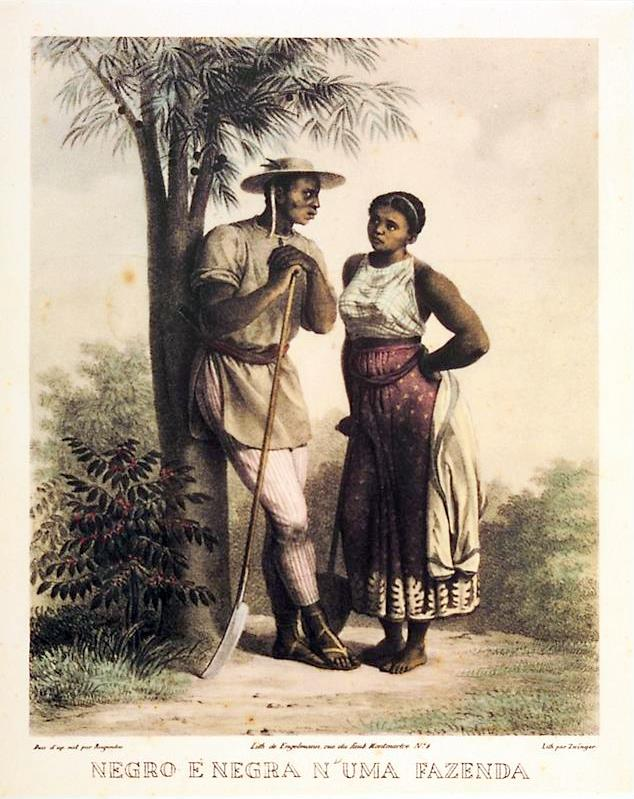
Rugendas: Negro e Negra n'uma Fazenda. Acervo Artístico-Cultural dos Palácios do Governo do Estado de São Paulo

Apesar de emergir como uma corrente dominante na pintura somente entre 1850 e 1860, o Romantismo no Brasil deitou raízes nas primeiras décadas do século XIX, com o aparecimento de vários naturalistas estrangeiros que vinham em busca de terras ainda por explorar. Além da motivação puramente científica dessas expedições, entre eles havia diversos pintores e ilustradores impulsionados pela tendência romântica de valorização da natureza e pelo fascínio para com o exótico. Thomas Ender foi um deles, participante da Missão Austríaca e focado nos "encontros étnicos" que ocorriam na paisagem urbana e arredores do Rio de Janeiro. Outro, integrante da Expedição Langsdorff, foi Rugendas, que, segundo Pablo Diener, estava "possuído da emoção que o romantismo alemão define como Fernweh, isto é, nostalgia pelo distante". Em suas aquarelas, depois reproduzidas como gravuras, tendia a retratar o índio e o negro de forma idealizada, quase heróica, mas não se fazia cego para os seus sofrimentos. Tampouco ignorava a majestade da paisagem brasileira, negando-se a atender às solicitações de exatidão científica de seu contratante e assumindo uma atitude criativa independente que era essencial para os românticos do velho mundo.
Aimé-Adrien Taunay, também participante da Expedição Langsdorff, era filho de Nicolas-Antoine Taunay, da Missão Artística Francesa. Sua obra se notabilizou pelo tratamento monumental que deu à natureza ainda mal tocada pelo colonizador, aproximando-se da estética do sublime, uma das fontes mais poderosas do Romantismo europeu. Associava elementos descritivos com outros evocativos, criando inter-relações entre a paisagem e a pintura histórica. Outro dado precursor foi a recomendação feita em 1826 pelo adido consular francês Ferdinand Denis para que se substituíssem as tendências classicistas em favor das características locais, fazendo uma apologia da natureza e da representação dos costumes nativos, nos quais o índio devia ser valorizado como primeiro e mais autêntico habitante do Brasil.
Debret também deve ser lembrado como um artista cuja obra, que de uma origem neoclássica rigorosa, chegando ao Brasil enlanguesceu, adaptando-se ao clima e à informalidade do ambiente tropical. Ficou impressionado com a melancolia dos escravos, o banzo, e a retratou em várias aquarelas, das quais é célebre a Negra tatuada vendendo cajus. O conjunto de sua obra em aquarela, reunida na Viagem Pitoresca e Histórica ao Brasil, publicada na França, é um documento humano e artístico inestimável da vida brasileira de sua época, onde o Neoclassicismo praticamente desaparece substituído por uma descrição empática e naturalista do negro cativo que tinha um fundo humanista tipicamente romântico.

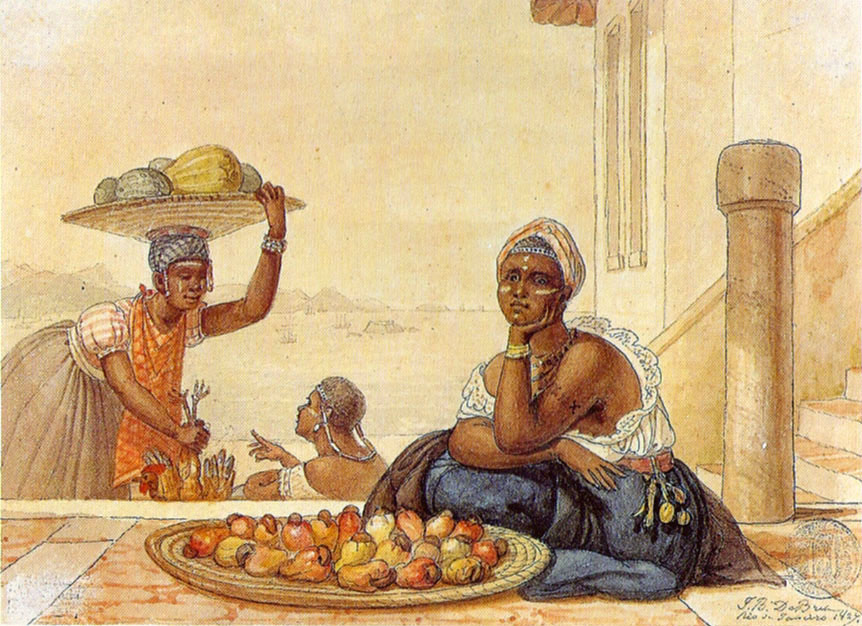
Debret: Negra tatuada vendendo cajus, 1827

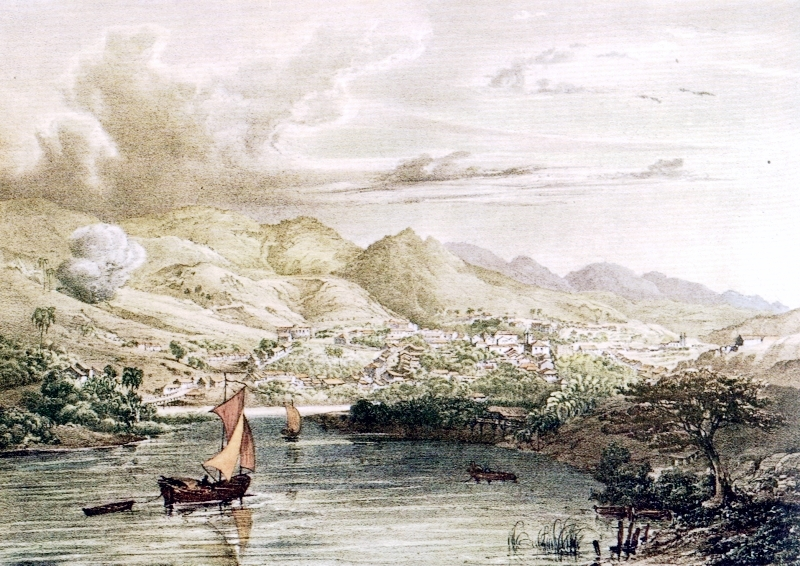
Rugendas: Vista de Sabará, c. 1820

Esses artistas contribuíram para de certa forma "redescobrir" o Brasil, tanto para os europeus como para os próprios brasileiros, já que os 300 anos de colonização não haviam tornado sua realidade especialmente visível. Ademais, o início de urbanização que se processava, de limites ainda difusos, favorecia a captação da vida citadina dentro do espírito integrador do paisagismo romântico tradicional europeu. A peculiaridade do processo brasileiro, segundo Vera Siqueira, está em que...
"Toda essa visão pitoresca da cidade está relacionada ao esquema intelectual europeu que, desde Rousseau, tende a pensar na natureza como espaço de pureza, de saúde física e espiritual. Entretanto, no traço dos viajantes nem sempre podemos perceber esse tipo de idealização burguesa, na medida em que esta exigia, por pressuposto, a experiência cívica da cidade moderna. Em solo tropical, tal ausência termina por postular uma insuficiente distinção entre natureza e cidade, ambas afetadas intimamente por uma sorte de inarticulação original. Não se pode transpor a idealidade nem para a natureza, nem para a experiência urbana, devendo esta se alocar no futuro de uma promessa pretérita, nas pontas de uma História não realizada, cujos signos permanecem desconhecidos, a serem redescobertos".
Além da contribuição dos pintores viajantes, e de alguns poetas precursores como Maciel Monteiro, mais diretamente essencial para iniciar o movimento romântico brasileiro, que teria em Dom Pedro II um grande paladino, foi um grupo de intelectuais ativos a partir da década de 1830, logo após a Independência, fomentando uma série de debates sobre o rumo político, econômico, cultural e social que em seu entender devia a nova nação trilhar, lançando as bases para a óptica de interpretação do Brasil que seria adotada nas décadas seguintes pelos círculos oficiais e apresentando "uma configuração mítica da realidade brasileira partindo das possibilidades reveladas pela autonomia política. Essa conformação mítica, ancorada na exaltação da natureza e dos naturais do Brasil, passa a ser reproduzida ao longo do período que se estende de 1840 a 1860, momento de consolidação do Estado monárquico brasileiro".
Seus principais fóruns de divulgação eram algumas revistas de grande circulação na época, como a Revista Nitheroy, o Jornal de Debates Políticos e Literários, e a Revista do Instituto Histórico e Geográfico do Brasil, e entre seus mais ativos debatedores estavam Gonçalves de Magalhães, Francisco de Sales Torres Homem e Manuel de Araújo Porto-Alegre.

#### A conjuntura social, econômica e cultural

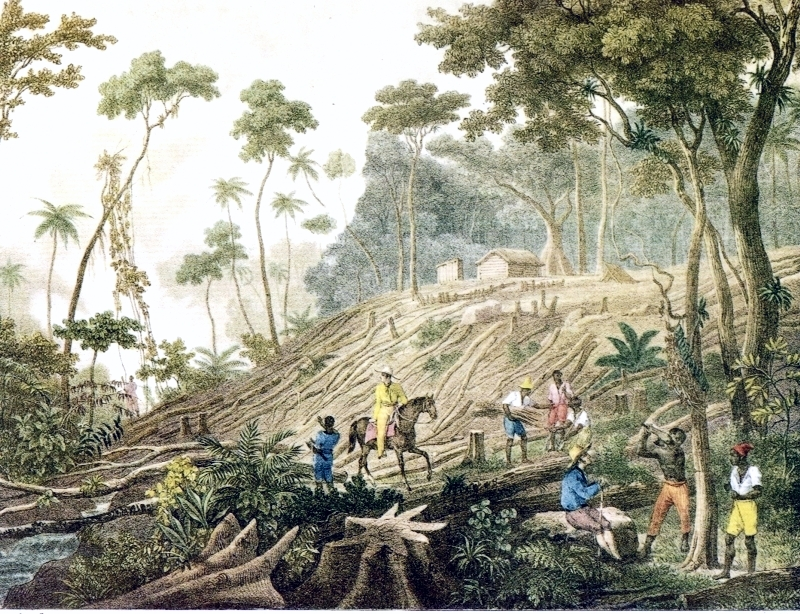
Rugendas: Derrubada da floresta, c. 1820

Na esfera econômica e social, antes da Independência boa parte das riquezas naturais, do pau-brasil, do ouro e dos diamantes, havia sido entregue a Portugal, e até a chegada de Dom João VI o país continuava a ser uma simples colônia com objetivos puramente extrativistas. Era desestimulada a educação superior e mal havia recursos para a educação mais básica da população residente. Quando a corte portuguesa chegou, encontrou um território em verdade espoliado, inculto e pobre. Obrigado pelas circunstâncias e na incerteza acerca do regresso à metrópole, o rei deu início a um processo de abertura internacional e de desenvolvimento econômico mais progressista. Mas esse florescimento durou pouco, e logo o Brasil foi abandonado, tentando-se mesmo a imposição, fracassada com a Independência, de uma volta ao modelo colonialista anterior.
Artisticamente a presença da corte propiciou alguns avanços, como a fundação Escola Real de Ciências, Artes e Ofícios, antecessora da Academia Imperial, e a vida cultural do Rio àquele tempo tornou-se de súbito bastante rica. Da mesma forma, a partida do rei esvaziou a cena tão rápido como a povoara. O processo da Independência também custou caro para os cofres do novo império. Dom João VI em sua partida sacou uma fortuna do Banco do Brasil, causando na prática quase uma bancarrota nacional, a Inglaterra embolsou dois milhões de libras para reconhecer o Estado independente, e a nova casa imperial teve de enfrentar séria redução em seus gastos com arte. E não havendo tradição sólida e antiga de educação e prática artística em nível superior no país, até mesmo as elites locais eram em grande parte provincianas.
Com a estabilização do Segundo Reinado o quadro melhora de figura, mas não significa que se tenha tornado pródigo, longe disso, e o ambiente se caracterizou sempre mais pelo acanhamento. Em relação à opulência das grandes cortes européias os palácios brasileiros mais se assemelhavam a casarões da pequena nobreza. Até a coroa para a ascensão de Pedro II teve de ser feita com o aproveitamento de material da coroa de seu pai. No que diz respeito aos gastos com a Academia, não ultrapassavam oitocentos e vinte contos de réis, incluindo as bolsas de estudo, os salários, a manutenção dos equipamentos e do prédio e as aposentadorias, um valor que equivalia à despesa de verão da família imperial em Petrópolis e metade do gasto com as cavalariças. Quanto ao mercado de arte da época, permaneceu sempre magro, consistindo quase exclusivamente na pessoa do imperador e seus familiares.

## A criação de um rosto para o Brasil

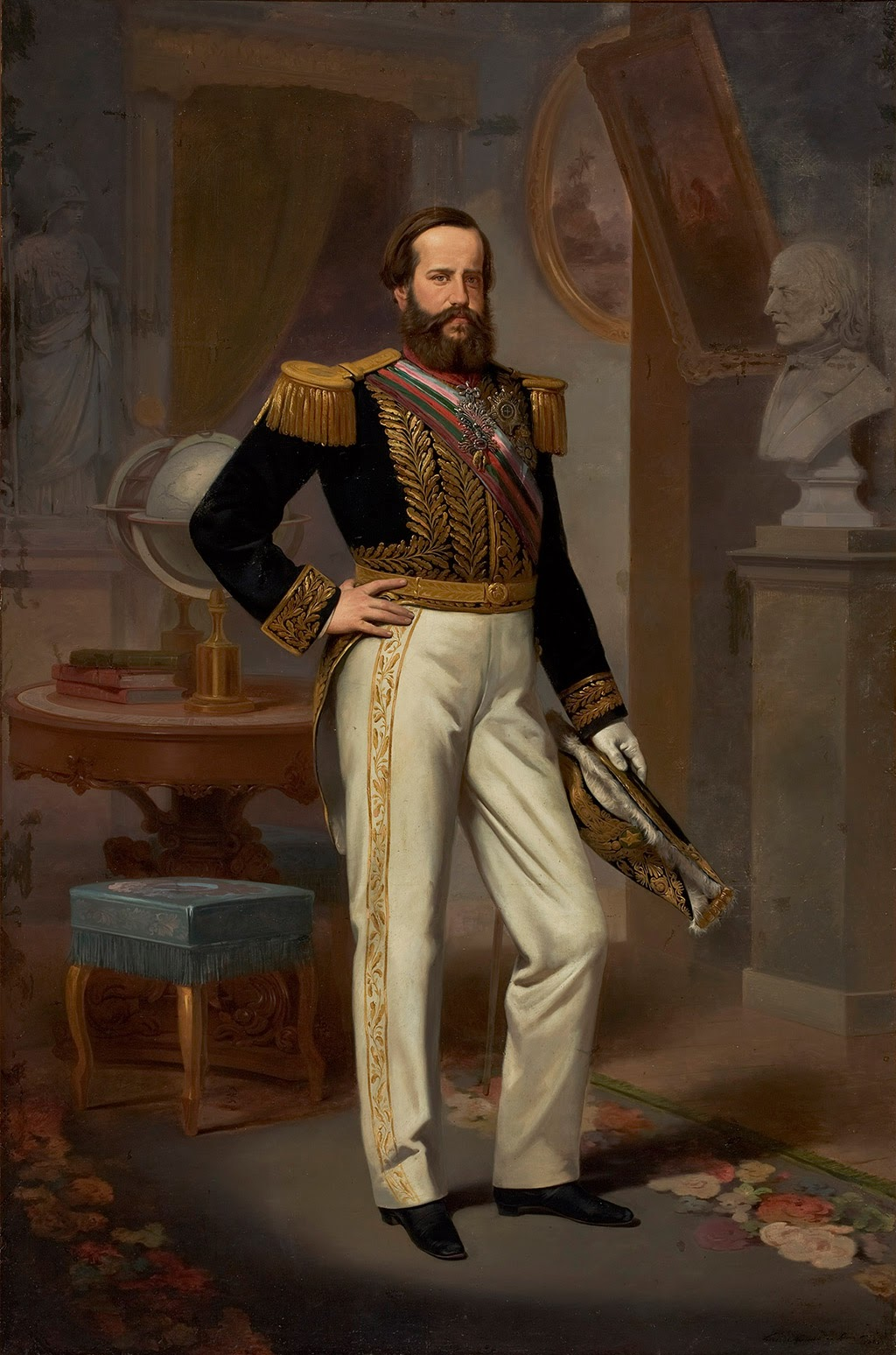
Victor Meirelles: Dom Pedro II, 1864. Museu de Arte de São Paulo

O Romantismo brasileiro atingiu seu ponto alto quando na Europa o movimento em sua forma mais extremista já havia arrefecido há muitos anos, perdera sua veia arrebatada e transcendental, sua violência e seu gosto pelo fantástico e pelo bizarro, e havia se acomodado em uma arte da burguesia ilustrada e endinheirada, mas conservadora e sentimentalista, que havia renegado boa parte dos ideais igualitários da Revolução Francesa e do ímpeto viril do imperialismo napoleônico. Foi este Romantismo de terceira geração a fonte principal para o desenvolvimento da versão brasileira no terreno da pintura, que aconteceu quase exclusivamente no círculo da Academia Imperial de Belas Artes.
Apesar de construída à semelhança da academia francesa, ao contrário desta a brasileira carecia de uma tradição própria consistente e estava apenas mal se estabelecendo, com uma estrutura precária de funcionamento e carente de recursos em todos os sentidos. Nem a sociedade em geral estava já atenta o bastante para reconhecer o valor do projeto educativo que ela apresentava nem os artistas estavam prontos para dele tirar o proveito que poderiam se tivessem recebido antes uma educação básica mais completa e eficaz, salvo dignas exceções. Documentos de época reiteradamente deploram a escassez de professores e de equipamentos, o mau preparo dos alunos - alguns mal eram alfabetizados - e relatam uma série de outras dificuldades ao longo de toda a sua história. O que esta escola pôde produzir dependeu em grande parte do mecenato pessoal de Dom Pedro II, cujo interesse pelas artes e ciências é bem conhecido de todos, e que fez dela o braço executivo na esfera das artes do seu projeto nacionalista.

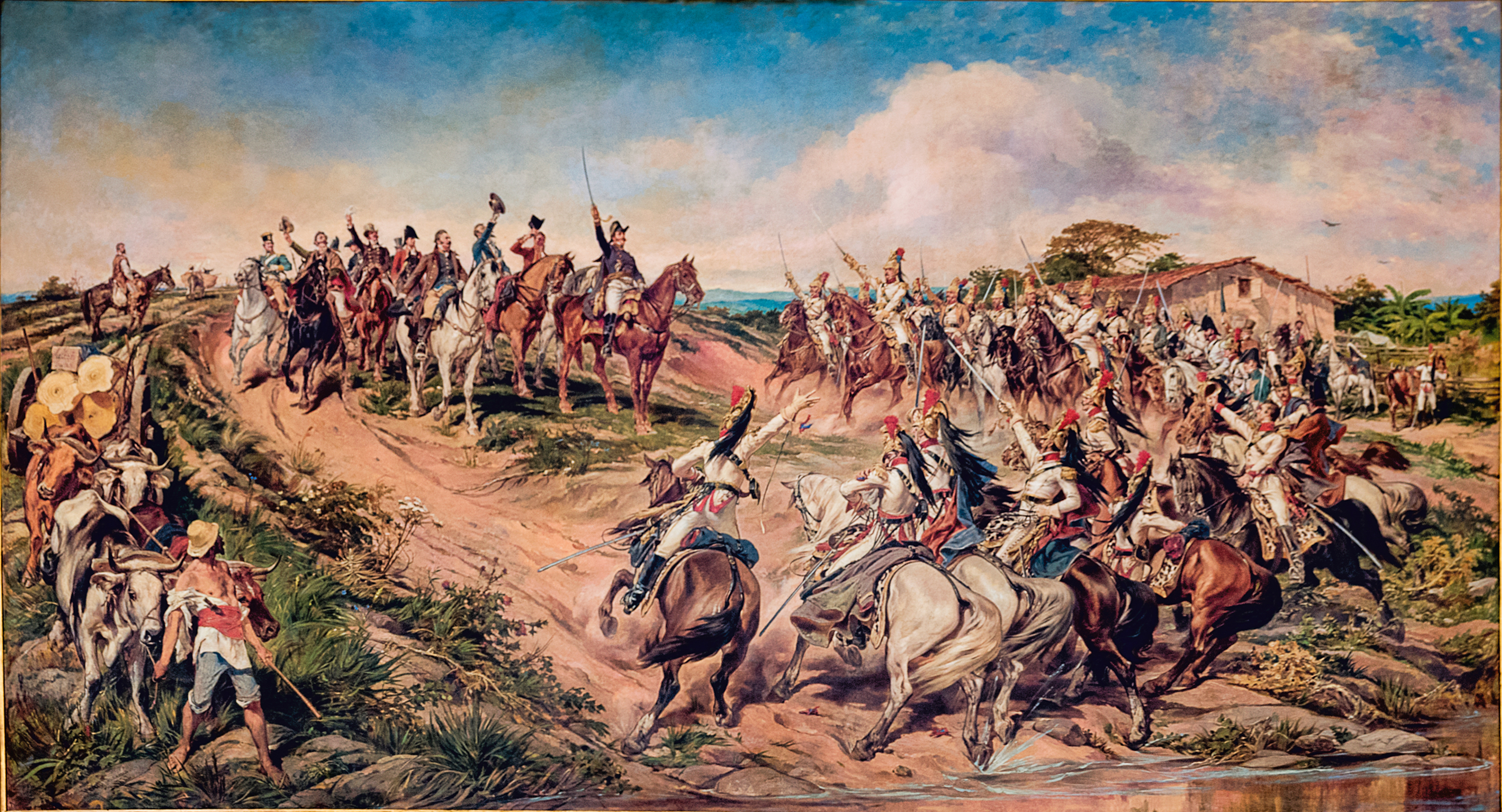
Pedro Américo: Independência ou Morte, 1888. Museu Paulista

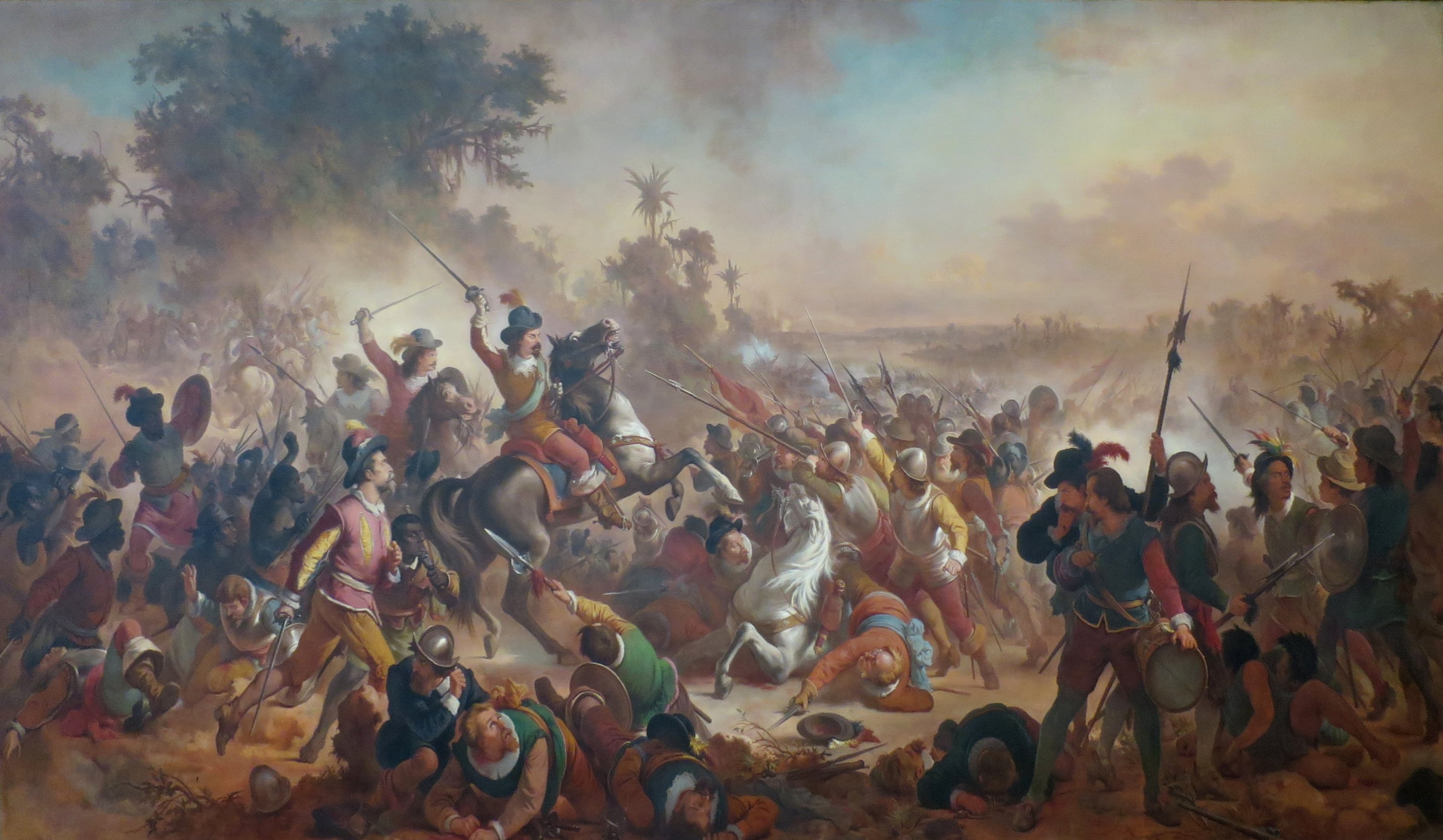
Victor Meirelles: Batalha dos Guararapes, 1879. Museu Nacional de Belas Artes

A despeito dos tropeços, foi no Segundo Reinado que a Academia Imperial entrou em sua fase mais estável e produtiva, controlada de perto pelo próprio monarca, e foi nesta fase, estando suficientemente preparados os meios para tal, que o Romantismo brasileiro encontrou condições de florescer na pintura, produzindo os seus principais nomes: Victor Meirelles, Pedro Américo, Rodolfo Amoedo e Almeida Júnior, além do trabalho precursor de Manuel de Araújo Porto-Alegre. Sua obra foi fundamental para elaboração de um imaginário simbólico capaz de aglutinar as forças nacionalistas em ação naquele momento, que buscavam por todos os meios obter uma equiparação do Império brasileiro com os Estados mais "civilizados" da Europa e "não deixar ao gênio especulador do estrangeiro a tarefa de escrever a nossa história", como explicitou Januário da Cunha Barbosa, o secretário do Instituto Histórico e Geográfico do Brasil, outro órgão empenhadíssimo nesse processo.
Dentro da moldura ideológica apertada e da seletividade temática que derivou desse programa, a paixão e a independência criativa dos viajantes do início do século caem no vazio, até mesmo porque sua obra não criou escola no Brasil, era basicamente dirigida aos círculos científicos naturalistas europeus, e aparentemente sua influência não deu frutos diretos, salvo talvez na divulgação internacional das belezas naturais da terra, que atrairiam outros artistas mais tarde, em maior número e com mais a dar para o desenvolvimento artístico especificamente brasileiro. Vigora em vez um ditado de índole bastante classicista, onde se privilegiam o retrato de membros da nova casa reinante e a ilustração de eventos que haviam marcado a história nacional, como as grandes batalhas que definiram o território e garantiram sua soberania, o processo da independência e a participação do índio. O que de mais tipicamente romântico a pintura nacional apresentou foram sua inclinação nitidamente nacionalista, didática e progressista, e um constante idealismo, evidenciado na escolha dos temas e nas formas de sua expressão, com uma inversão significativa do predomínio da linha sobre a mancha encontrado no padrão davidiano que norteou a pintura neoclássica, condizente com a caracterização de uma sensibilidade nova, diversa da neoclássica, mais adequada para o retrato de particularismos e, portanto, da brasilidade. Também é interessante assinalar diferenças entre o Romantismo pictórico e o literário no Brasil, estando naquele ausente a influência byroniana que penetrou na literatura, já que a Academia era financiada pelo Estado, e o projeto nacionalista do imperador era em essência otimista e completamente alheio ao lado ultra-sentimental e mórbido da segunda geração do Romantismo literário, dos boêmios que sofriam do mal do século.

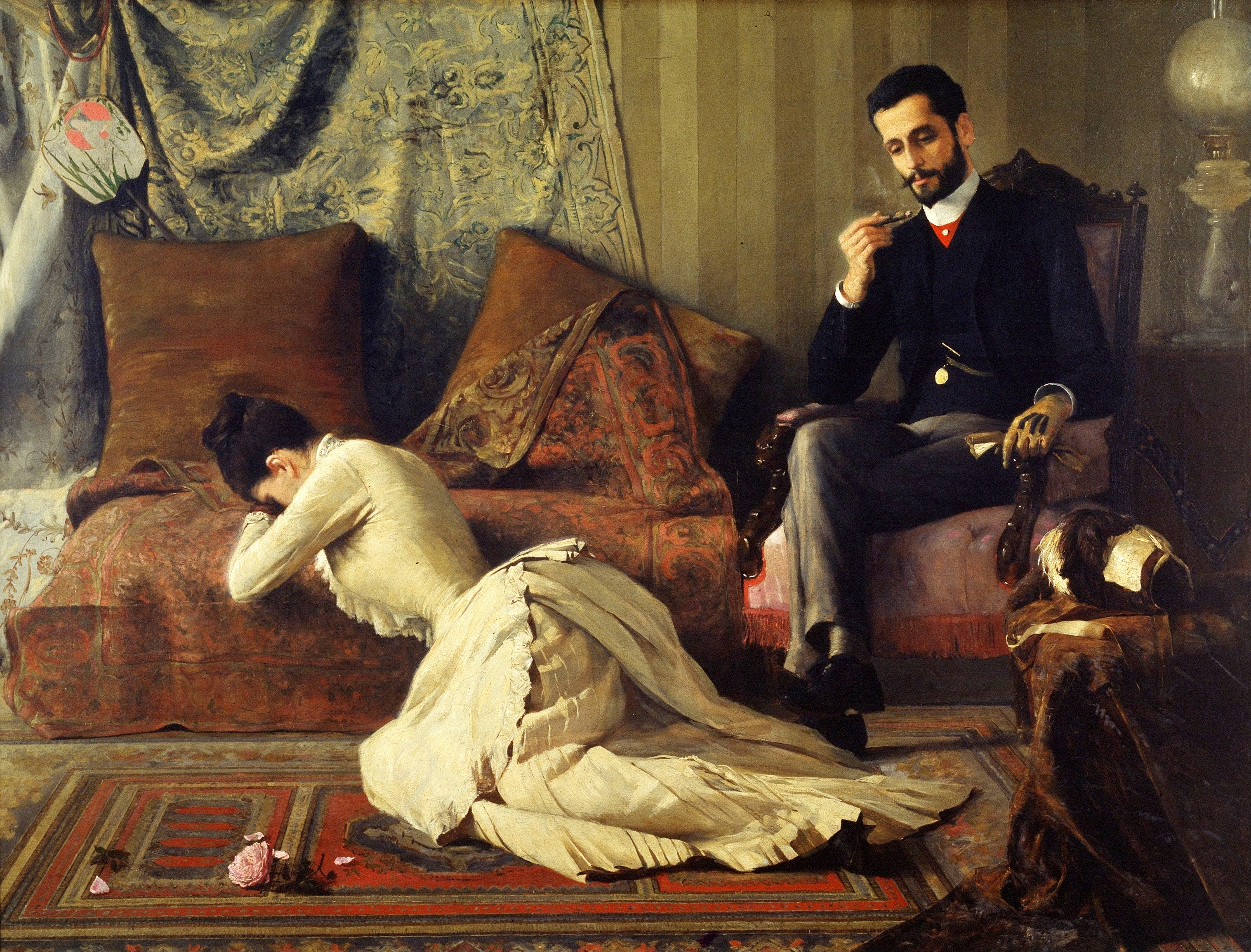
Belmiro de Almeida: Arrufos, 1887. Museu Nacional de Belas Artes

Mas é verdade que os rígidos princípios estéticos sustentados pela Academia Imperial e sua estreita dependência da aprovação do governo não permitiram uma expressão nem do ato poético que definia para os românticos europeus a criação artística independente e original, nem de um espírito contestador e revolucionário, outra marca do Romantismo apaixonado e até violento das duas primeiras gerações românticas internacionais. Contudo, não se deve creditar somente a imposições oficiais o tom bem mais contido e, no dizer de alguns, convencional, que o Romantismo pictórico brasileiro assumiu, pois, como já se disse, o grande atraso em relação à Europa com que iniciou no Brasil fê-lo assimilar a influência não tanto de seu ímpeto primeiro, mas da fase de declínio dessa corrente, tipificada pela arte pompier francesa, que é essencialmente burguesa, conformista, eclética e sentimental.
Mesmo que tenha havido um sistema de bolsas de estudo com viagem à Europa para os artistas mais destacados ampliarem seus horizontes, se faziam recomendações para evitar influências perturbadoras como as de um Delacroix, por exemplo, que poderiam suscitar dúvidas a respeito da legitimidade de um governo que recém se estabelecera depois de longa dependência portuguesa, e nesse sentido, uma das facetas do Romantismo brasileiro foi sua sistemática recusa à lembrança de Portugal, passando os locais a buscar educação e inspiração na França ou, em menor grau, na Itália.

Nicola Facchinetti: Lagoa Rodrigo de Freitas, Rio de Janeiro, ca. 1884. Museu Nacional de Belas Artes

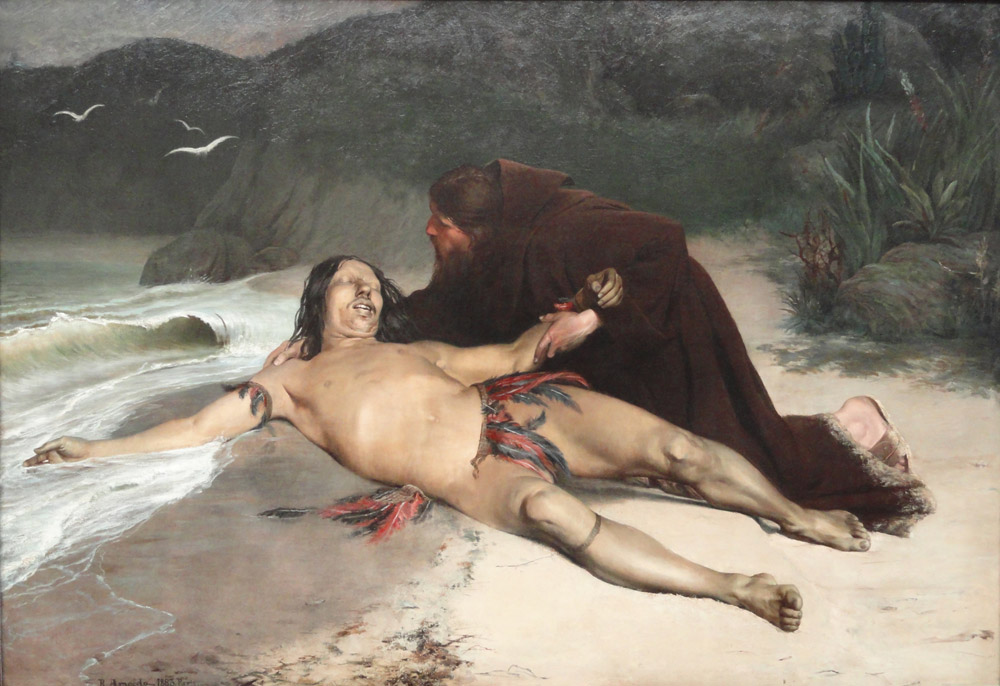
Rodolfo Amoedo: O Último Tamoio, 1883. Museu Nacional de Belas Artes

Entretanto, as elites engajadas nesse processo de construção de uma identidade nacional pareciam estar pouco cientes dos problemas envolvidos no espelhamento de modelos estrangeiros. Lilia Schwarcz afirma que na tentativa de elaborar uma iconografia própria o Brasil caiu num paradoxo. Enquanto que por um lado o projeto nacionalista de Dom Pedro II tinha todas as características da sinceridade e era fruto de óbvia necessidade, sua concepção de progresso e civilização ainda era fortemente calcada na Europa. Não surpreende assim que a face do Brasil que ele desejou apresentar para o mundo pecasse pela parcialidade, buscando o retrato da paisagem de acordo com um modelo formal também europeu e ignorando completamente aspectos sociais negativos como a escravidão. Sobre este tópico, à parte o interesse documental e etnográfico dos viajantes, o negro, na pintura acadêmica brasileira, com raríssimas exceções, só vai deixar de figurar como elemento anônimo e mera parte da paisagem para assumir o primeiro plano quando o movimento abolicionista já estava ganhando uma força irrefreável, para depois da República tornar-se mais comum e aceitável. Mas nesse momento o Romantismo também estava com seus dias contados e novas escolas estéticas já prevaleciam.
Sorte melhor teve o índio. Depois de séculos de perseguições e massacres, agora o Estado incentivava seu retrato, completamente idealizado, diga-se, como o protótipo ideal de uma cultura pura e integrada ao seu ambiente e como a outra etnia reconhecida como formadora da nova nação. Nascia o movimento indianista, um grande canal de expressão para visões românticas, com manifestações ainda mais intensas na literatura e nas artes gráficas. Não admira que nas regalia de Dom Pedro II esteja incluída uma murça de penas de tucano, inspirada na arte plumária dos caciques indígenas, já que no dizer de Lilia Schwarcz...
"nas imagens da época, o indigenismo deixa de ser apenas um modelo estético, para incorporar-se à própria representação da realeza: o império realizava, então, uma "mímesis americana" (Alencastro, 1980:307). É assim, que ao lado de alegorias clássicas surgem indígenas quase brancos e idealizados em ambiente tropical, ou então querubins e alegorias que compartilhando espaço com os nativos passam a encarnar um passado mítico e autêntico".
Enfim, note-se que a cena histórica, a paisagem, o retrato da família imperial, do índio e de tipos populares, se bem que tenham sido temas centrais no Romantismo pictórico brasileiro, não o esgotam. Houve alguma produção de naturezas-mortas, cenas de gênero, obras religiosas e inclusive alguns casos, mais raros, de alegorias mitológicas, orientalismos e medievalismos, gêneros que tornam o panorama romântico nacional ainda mais rico e interessante. Apesar do surgimento de outras tendências a partir da década de 1890, como o Realismo, o Naturalismo, o Impressionismo e o Simbolismo, o modelo acadêmico consagrado no romantismo ainda seria perceptível na pintura nacional pelo menos até as primeiras décadas no século XX, quando as primeiras vanguardas modernistas começam a atuar. Nesta fase final, conforme diz Coelho de Sá, ocorre "um processo de desacademização, livrando-se o nosso Academismo gradualmente da tradicional metodologia de ensino, calcada solidamente no estudo da figura humana, do desenho e da cor ilusionista renascentista, e desvencilhando-se igualmente de seus conceitos ideológicos, técnicos e formais".

## Nomes centrais

### Araújo Porto-Alegre

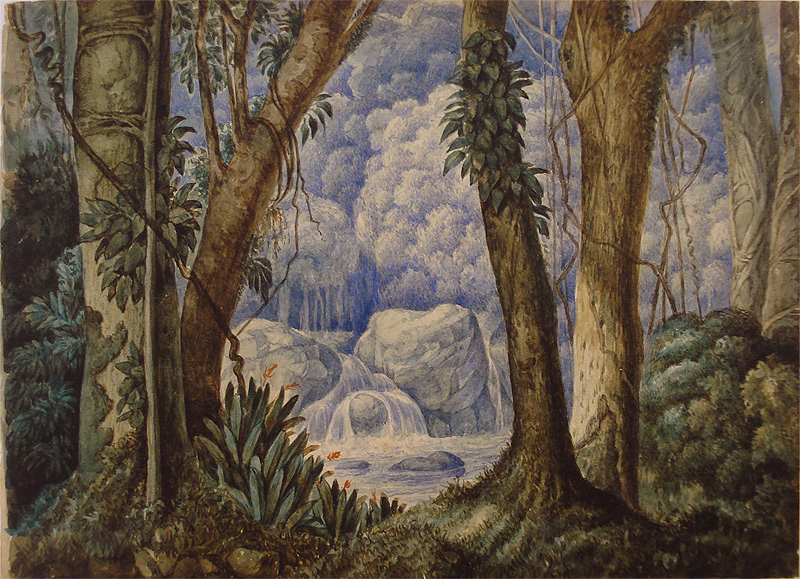
Araújo Porto-Alegre: Selva brasileira, Museu Júlio de Castilhos

Porto-Alegre foi um talento polimorfo; diplomata, crítico de arte, historiador, arquiteto, cenógrafo, poeta e escritor, deixou obra de pouca expressão na pintura, embora tenha sido o mentor da geração seguinte e talvez de todos os românticos o mais típico. Sua importância maior esteve na organização da Academia, na promoção do nacionalismo, na defesa da arte como uma força social relevante e no incentivo do progresso em geral. A fundação do periódico Nitheroy em 1836 é tida como um dos marcos iniciais do Romantismo brasileiro. Em discurso na sessão solene de 1855 da Academia disse:
"As novas aulas, que o Governo Imperial offerece (…) hoje á mocidade n'esta reforma do ensino, vão abrir uma nova época para a industria brasileira, e dar á mocidade uma segura subsistencia. N'ellas receberá o artifice uma nova luz, negada ha trinta annos por aquelles que vivem de uma parte do seu suor; n'ellas se subtrahem mais uma parcella da divida contrahida no Ypiranga; porque uma nação só é independente quando permuta os productos da sua intelligencia, quando se satisfaz a si propria, ou quando se levanta a consciencia nacional, e sahe da arena tulmutuosa, onde se debatem as contradicções internas com as externas, para se occupar dos seos progressos materiaes como base de sua felicidade moral. Nestas novas aulas terá elle um manancial fecundo em todo o seu futuro, uma nova vista para estudar a natureza e admirar a sua infinita variedade e formosura. (…) Mocidade, deixai o prejuiso de almejar os empregos publicos, o telonio das repartições, que vos envelhece prematuramente, e vos condus á pobresa e á uma escravidão continua; apliccai-vos ás artes e á industria: o braço que nasceu para rabote ou para a trolha não deve manejar a penna. Bani os preconceitos de uma raça decadente, e as maximas da preguiça e da corrupção: o artista, o artifice e o artesão são tão bons obreiros na edificação da patria sublime como o padre, o magistrado e o soldado: o trabalho é força, a força intelligencia, e a intelligencia poder e divindade"..

### Pedro Américo

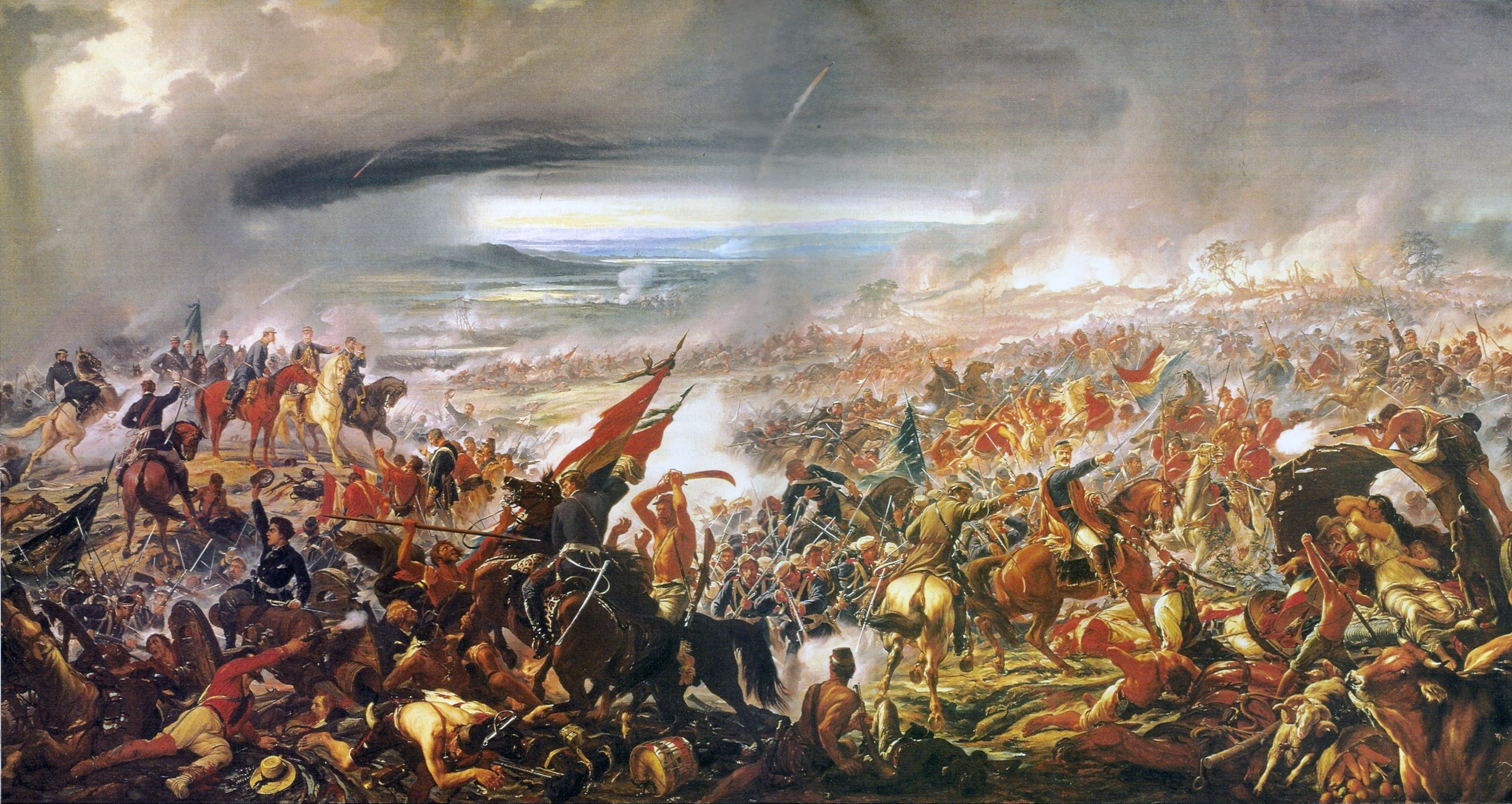
Pedro Américo: A batalha do Avaí, 1872-77. Museu Nacional de Belas Artes

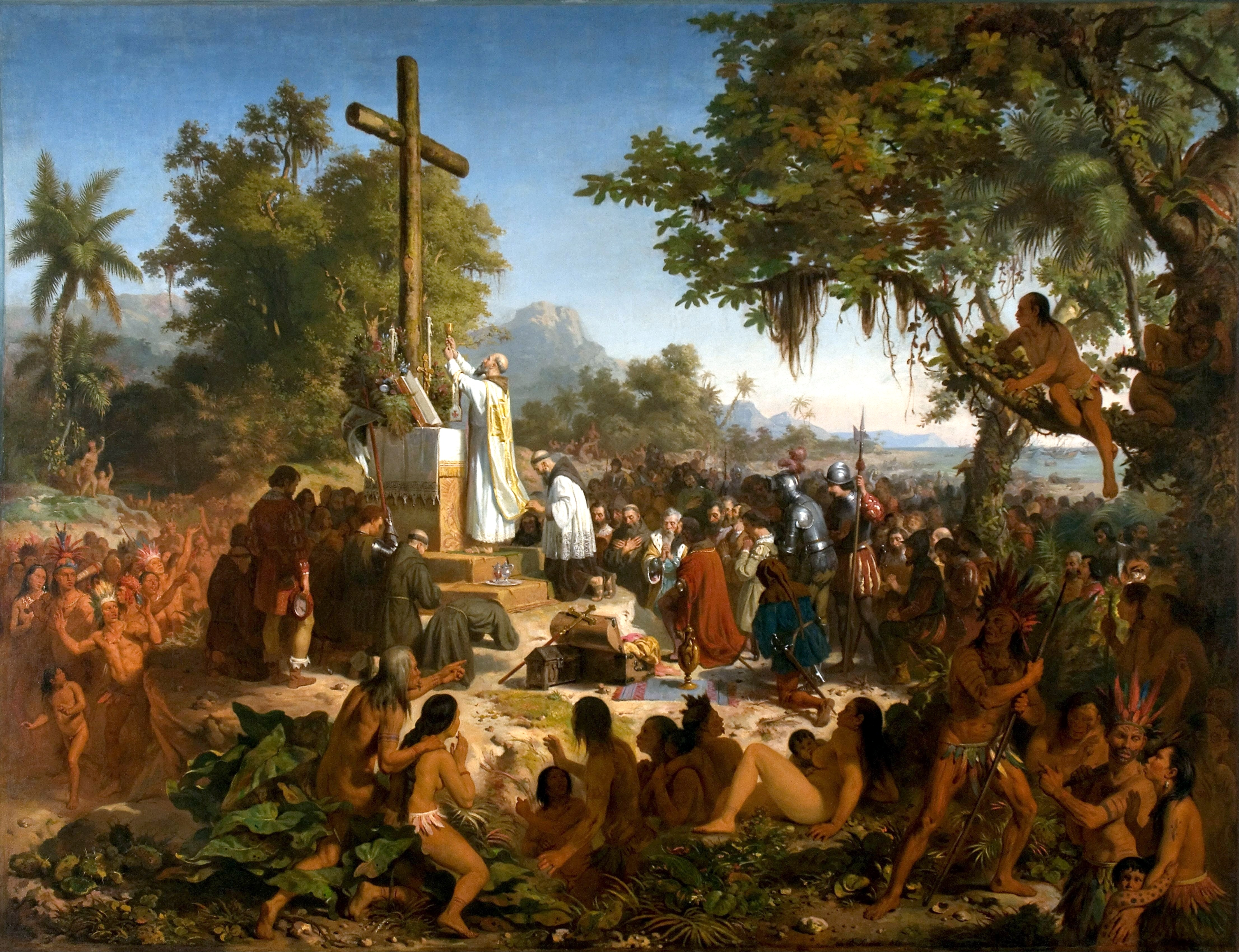
Victor Meirelles: A primeira Missa no Brasil, 1861. Museu Nacional de Belas Artes

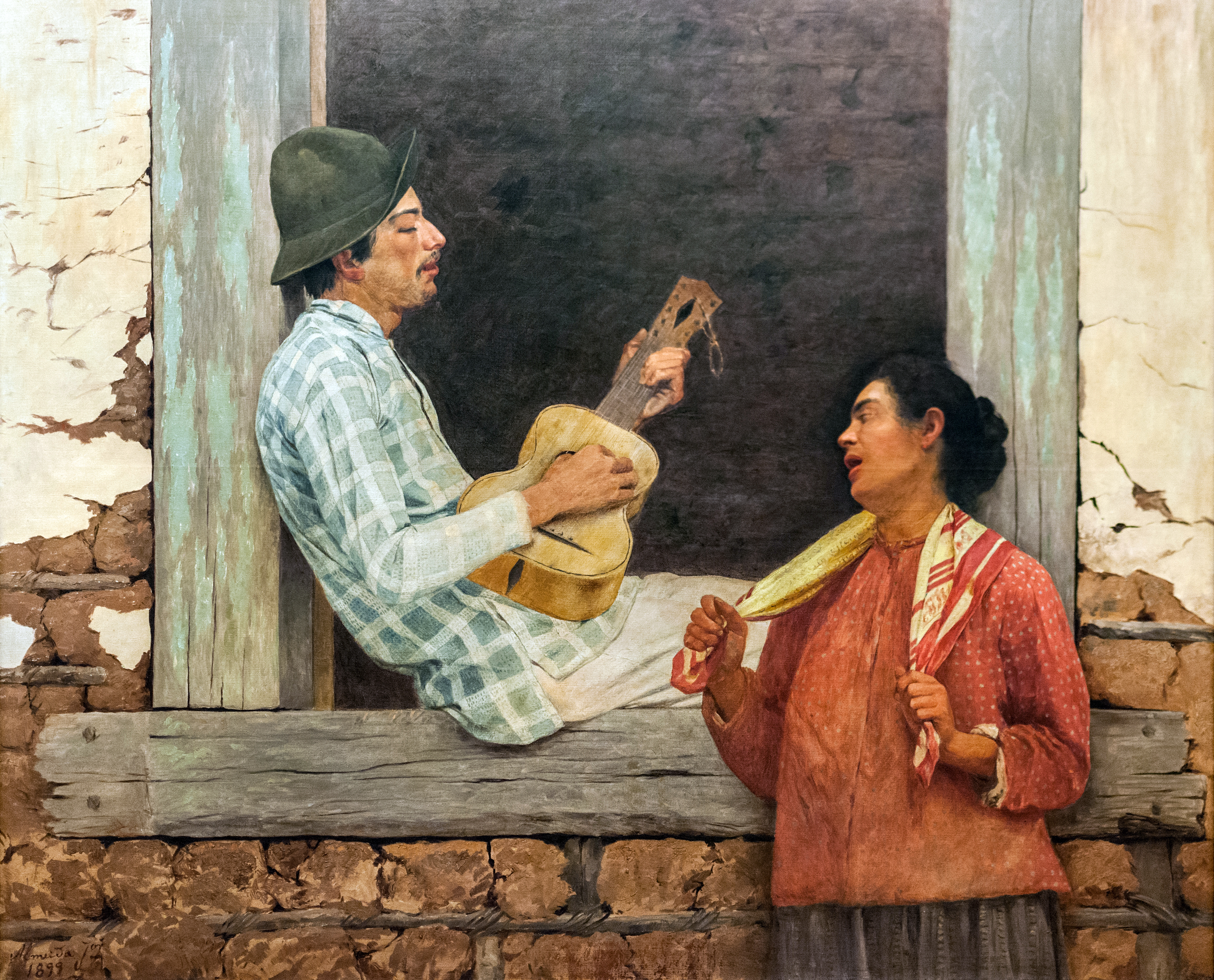
Almeida Júnior: O violeiro, 1899. Pinacoteca do Estado de São Paulo

Pedro Américo, cuja cena histórica A batalha de Avaí, pintada em Florença, o catapultou para a fama na Europa e o tornou célebre no Brasil antes mesmo de ser exposta ao público, gerou um aceso debate estético e ideológico que foi fundamental para a definição dos rumos da arte brasileira. Ele foi ainda um caso raro entre seus pares de cultivo paralelo intensivo do orientalismo e da pintura religiosa, gêneros onde declarou se sentir mais à vontade, embora não constituam sua produção mais relevante para a história da pintura nacional. Mas não deixam de ser documento interessante do sentimentalismo comum aos últimos românticos europeus, com quem conviveu a maior parte de sua carreira, longe do Brasil.

### Victor Meirelles
Victor Meirelles, principal concorrente de Pedro Américo, foi também autor de cenas históricas emblemáticas da identidade nacional, como a A Primeira Missa no Brasil, onde adota o Indianismo e se fundem sua veia lírica com suas inclinações ora classicistas ora neobarrocas, dando forma a um dos mitos fundadores brasileiros. Segundo Jorge Coli, "Meirelles atingiu a convergência rara das formas, intenções e significados que fazem com que um quadro entre poderosamente dentro de uma cultura. Essa imagem do descobrimento dificilmente poderá vir a ser apagada, ou substituída. Ela é a primeira missa no Brasil. São os poderes da arte fabricando a história."

### Rodolfo Amoedo
Amoedo produziu muito em temas mitológicos e bíblicos, mas no começo da década de 1880 se interessou especialmente pelo Indianismo, produzindo pelo menos uma peça de grande significado nessa tendência, O último Tamoio, onde agrega elementos naturalistas em uma representação romântica rica e elegíaca. Mais tarde sua obra assimilaria a influência do Impressionismo e toques de Orientalismo, sem contudo abandonar as atmosferas sonhadoras e introspectivas tão caras a certa cepa dos românticos. Gonzaga Duque diz que sua produção chega ao seu auge com telas como A partida de Jacob, A narração de Philéctas e Más noticias, onde formula "uma arte finamente expressora e menos materialista, em que exsudava a dominante de suas predilecções consubstanciadas num requinte mundano de existencia ou seja, para mais dizer – um certo epicurismo elegante, apprehendido na convivencia selecta de um meio culto, da supper-ten, fortemente abalado por crises sentimentaes, de fundo atavico".

### Almeida Júnior
Já Almeida Júnior, o outro grande nome do período, depois de um início claramente romântico onde deixou obras significativas, evoluiu rápido para a incorporação do Realismo, com grande interesse pelos tipos populares do interior. Foi o pintor por excelência do sabor da terra, da beleza da paisagem, da luz brasileira, e esse brasilianismo duradouro é o que mais justifica sua inclusão entre os românticos nacionais.

## Outros artistas

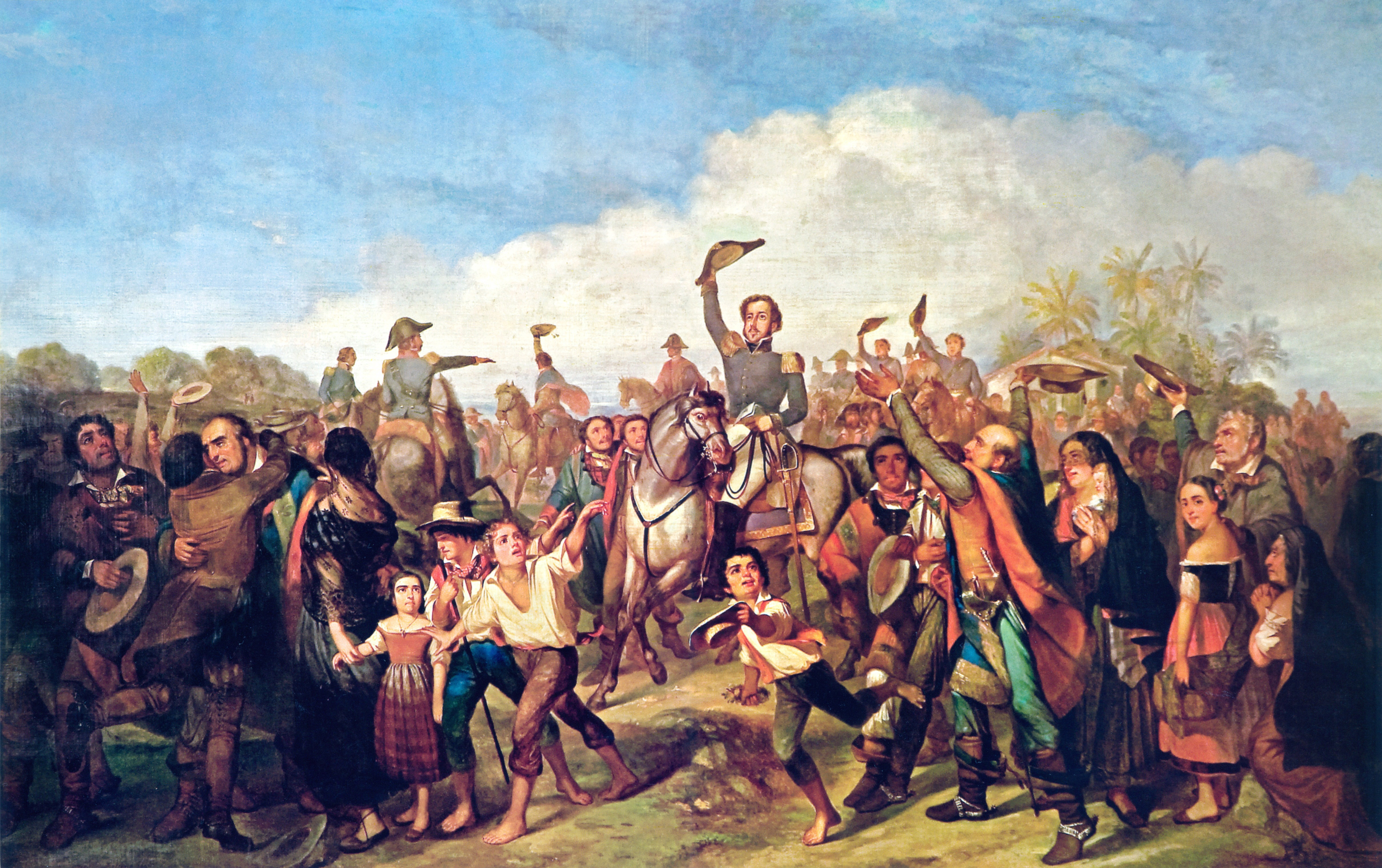
François Moreaux: D. Pedro I aclamado pela multidão após ter proclamado a Independência

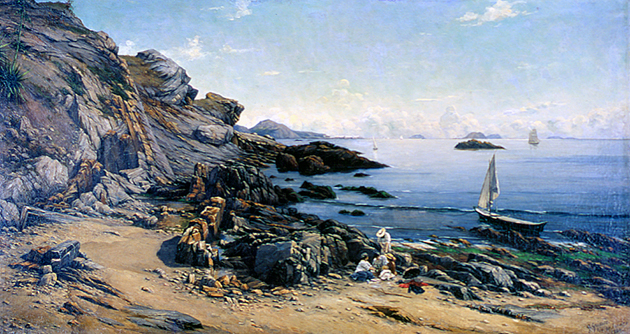
Georg Grimm: Vista da Ponta de Icaraí, 1884. Coleção Sergio Sahione Fadel

Outros brasileiros notáveis também trabalharam dentro de linhas românticas, em pelo menos parte de suas carreiras. Entre eles Jerônimo José Telles Júnior, Aurélio de Figueiredo, Henrique Bernardelli, Antônio Parreiras, Antônio Firmino Monteiro, João Zeferino da Costa, Belmiro de Almeida, Eliseu Visconti, Arthur Timótheo da Costa, Pedro Weingärtner e Décio Villares.[carece de fontes?]
Obrigatória é a menção à grande quantidade de artistas estrangeiros que, depois daqueles precursores citados no trecho sobre a fundação do Romantismo nacional, de passagem ou radicando-se definitivamente no Brasil, deram uma contribuição no período de apogeu da pintura romântica e do funcionamento da Academia Imperial, engajando-se na pintura histórica e divulgando a prática de um paisagismo ao ar livre, e também ensinando. Dentre estes pode-se citar Henri Nicolas Vinet, Georg Grimm e Nicola Antonio Facchinetti, paisagistas, Eduardo de Martino e Giovanni Battista Castagneto, marinista, e José Maria de Medeiros, Pedro Peres, Louis-Auguste Moreaux, François-René Moreaux e Augusto Rodrigues Duarte, pintores históricos. A paisagem era um tema de especial interesse para os estrangeiros, que deram uma contribuição fundamental para o desenvolvimento deste gênero, atraídos por uma natureza que consideravam exótica e pitoresca, rica de animais e plantas desconhecidos para eles.

## Legado
Da mesma forma que a definição das características e limites cronológicos do Romantismo internacional ainda não chegou a um consenso na opinião dos críticos de fora, a análise da pintura brasileira da segunda metade do século XIX ainda é permeada de sutilezas, contradições e indefinições. Alguns hesitam diante da afirmação de seu valor e chegam a duvidar que se possa chamar essa produção verdadeiramente de romântica, pois possui nítidos traços neoclássicos e outros realistas, sofreu forte dirigismo político e está inextricavelmente ligada à Academia Imperial de Belas Artes, e sua história em larga medida se confunde com a dela. Essa opinião em suma depreciativa foi a que prevaleceu entre os historiadores da arte até bem avançado o século XX, porém os estudos mais recentes, realizados numa perspectiva histórica mais larga e compreensiva, parecem concordar que o estilo Romântico está bem caracterizado e teve um papel de grande importância em seu momento histórico, embora na verdade só possamos falar no Brasil de um "Romantismo acadêmico".
Assim como a Academia, o movimento sofreu ataques desde o fim do século XIX pelos escritores da geração mais nova, como Gonzaga Duque e Angelo Agostini, que viam seu idealismo utópico como anêmico, elitista, defasado, servil e por demais dependente da Europa, desconectado dos tempos modernos e sem maior relevo para a cultura nacional. Ao criticar as alegadas fraquezas do Romantismo nacional eles estavam desejando um rápido progresso artístico para sua pátria, mas careciam do distanciamento temporal necessário à imparcialidade e ao equilíbrio de julgamento. Analisando apenas o momento e o ambiente circunscrito em que viviam, aparentemente não levaram em conta os determinantes pregressos que conduziram o desenvolvimento artístico brasileiro no século XIX. Nem estimaram corretamente as possibilidades reais de renovação cultural em grande escala de um país que mal estava se consolidando como entidade independente e tinha uma longa e arraigada herança barroca que mesmo nos anos finais do século XIX ainda sobrevivia em várias regiões e em várias expressões da arte e da cultura populares, e que eram pouco afetadas pelo que acontecia na capital do Império.
Apesar de todas as críticas que se possam levantar, e considerando que tudo teve de ser feito praticamente do nada, o que se produziu em pintura romântica na segunda metade do século XIX no Brasil pode bem ser considerado um triunfo, o triunfo de uma revolução estética que deixou marcas perenes na memória coletiva nacional e significou a entrada do país na modernidade. Quando se expuseram as Batalhas de Meirelles e Américo no Salão de 1879 seu impacto sobre o público foi imediato e espetacular, bastando dizer que foram visitadas ao longo de 62 dias por 292 286 pessoas, quando o Rio de Janeiro contava com pouco mais de 300 mil habitantes, um sucesso cujas proporções não foram superadas nem mesmo pelas modernas Bienais de São Paulo. Foi com uma obra romântica, A Primeira Missa no Brasil, que o Brasil pela primeira vez foi representado no exigente Salão de Paris, e com A Batalha do Avaí um autor nacional conheceu pela primeira vez a fama no Velho Mundo, significando os primeiros passos, ainda que tímidos, para uma participação ativa do país no circuito internacional de arte. Essas e outras obras capitais do Romantismo, como a Moema, o Último Tamoio, Independência ou Morte!, a Fala do Trono, são as mais memoráveis reconstruções visuais da história brasileira. Seu prestígio popular jamais declinou, estão reproduzidas em todos os livros escolares e atingem um público de milhões de novos estudantes todos os anos, o que atesta com pouca margem para dúvidas o mérito dos seus autores, a eficiência desse estilo e a clarividência do projeto oficial por cuja força nasceram. O resgate do índio operado pelos românticos, e mais o retrato empático e positivo de outros tipos populares, representaram o primeiro movimento em direção a uma nova integração nacional, e o nacionalismo que dirigiu grande parte da produção romântica lançou as bases da moderna noção de brasilidade.

## Galeria

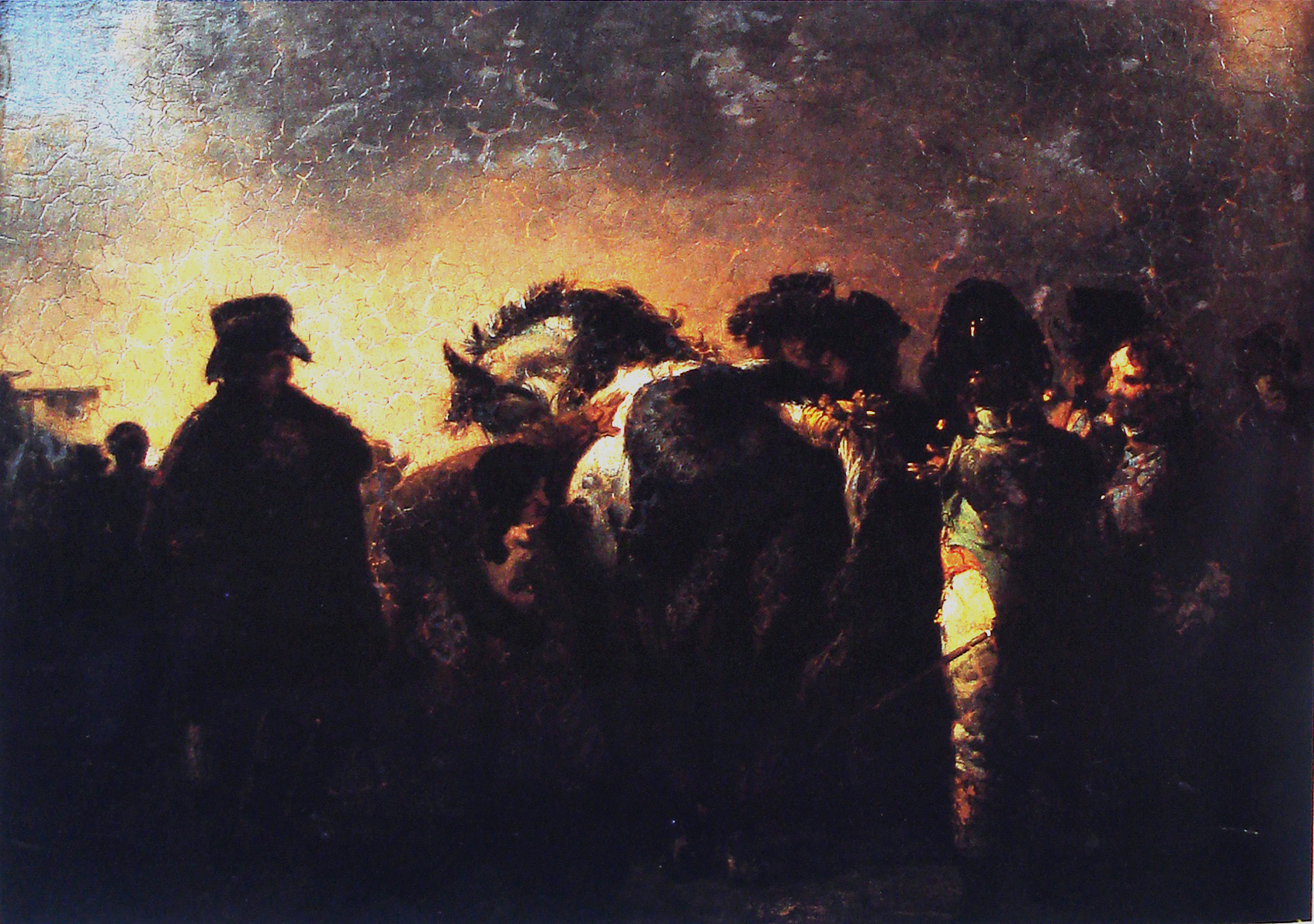
Nicolas-Antoine Taunay: Tropeiros negociando um cavalo. Museu Imperial
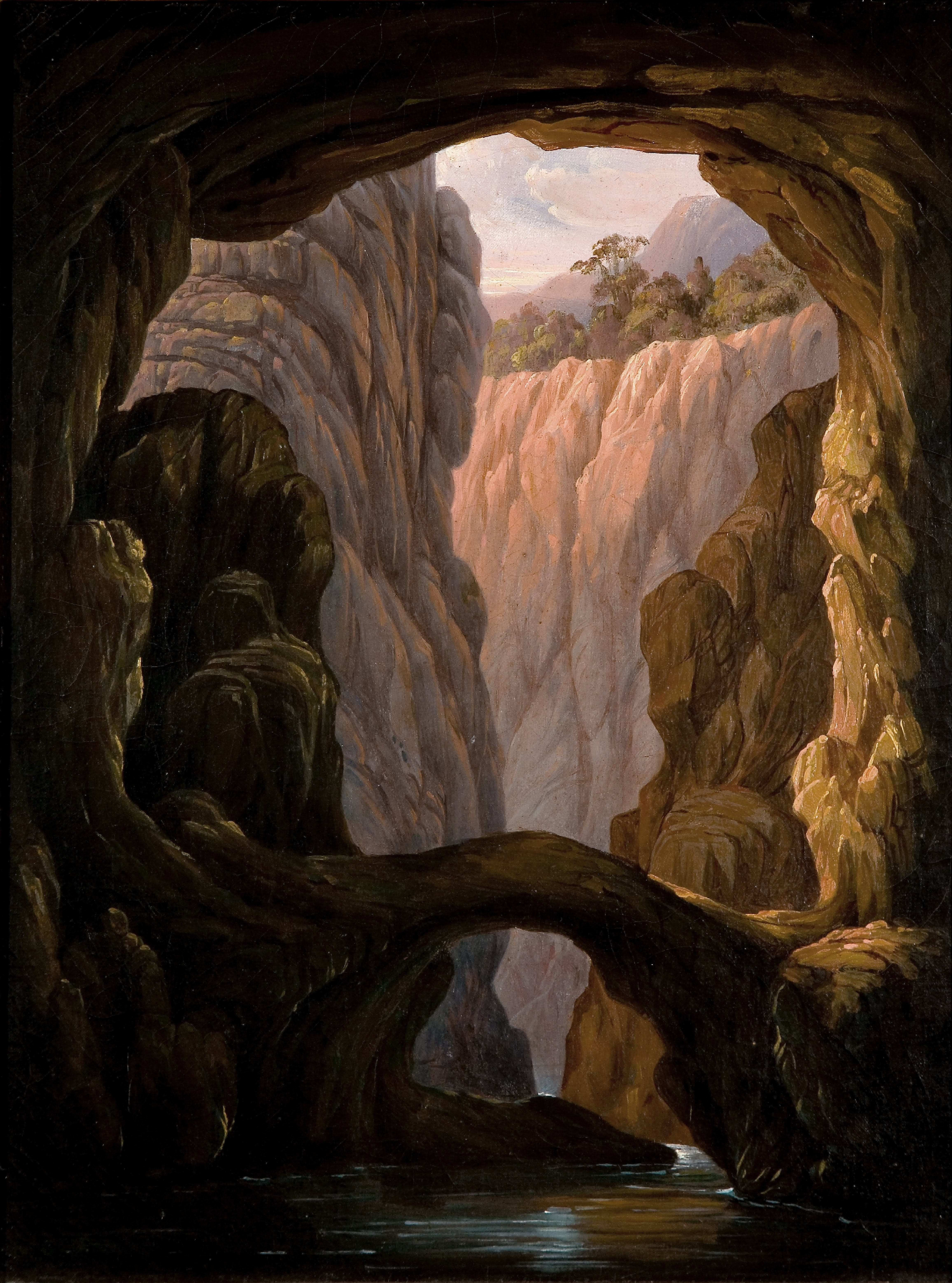
Manuel de Araújo Porto-Alegre: Gruta. Museu Nacional de Belas Artes
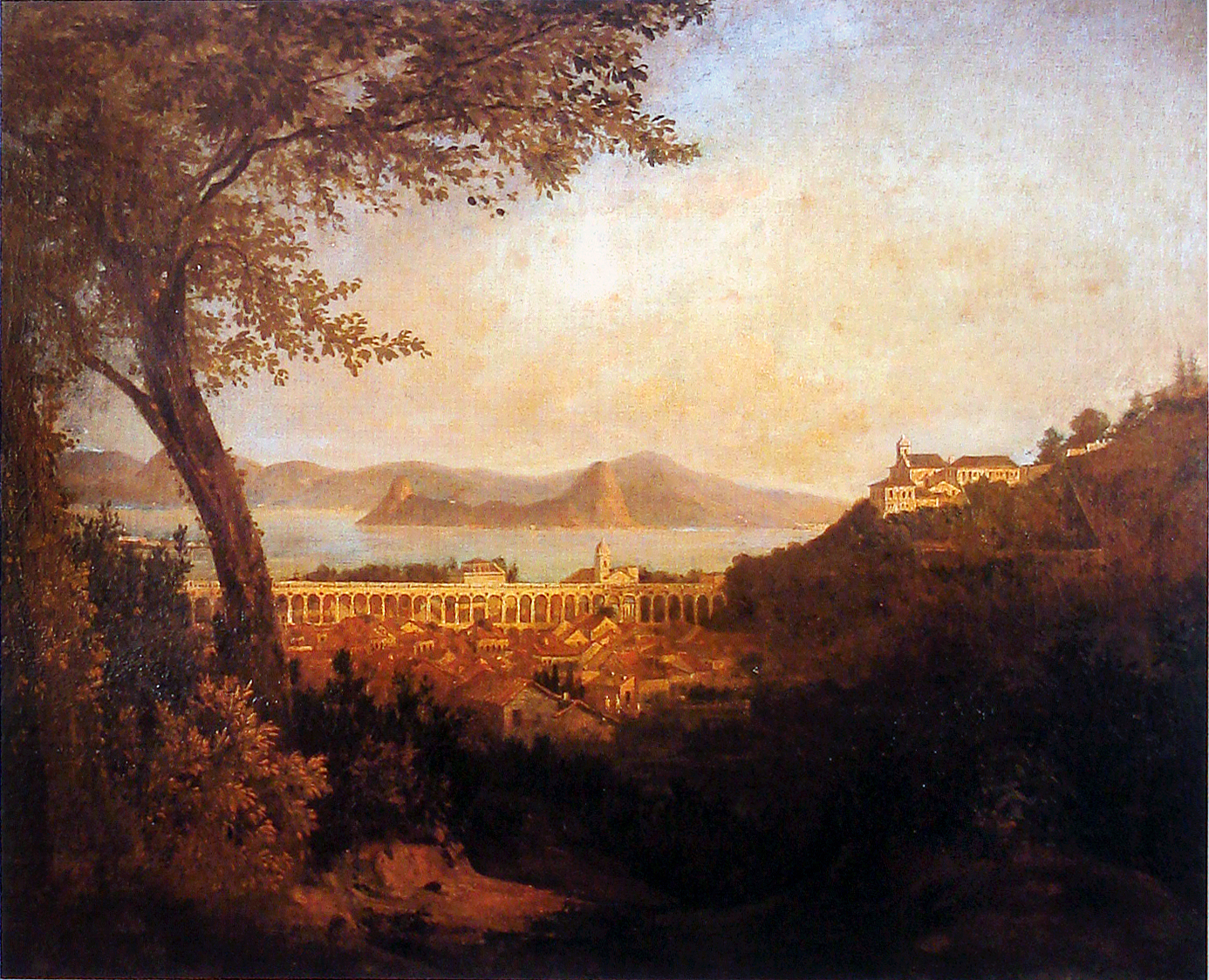
Agostinho da Mota: Vista do Rio de Janeiro
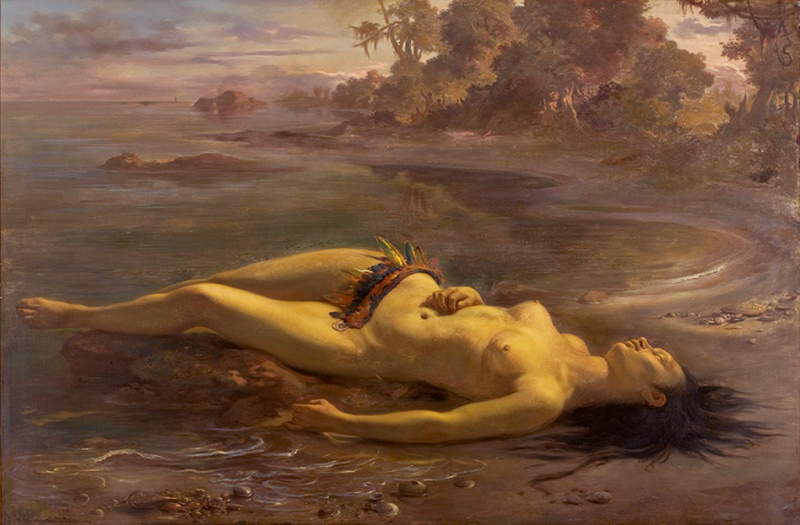
Victor Meirelles: Moema, 1866. Museu de Arte de São Paulo
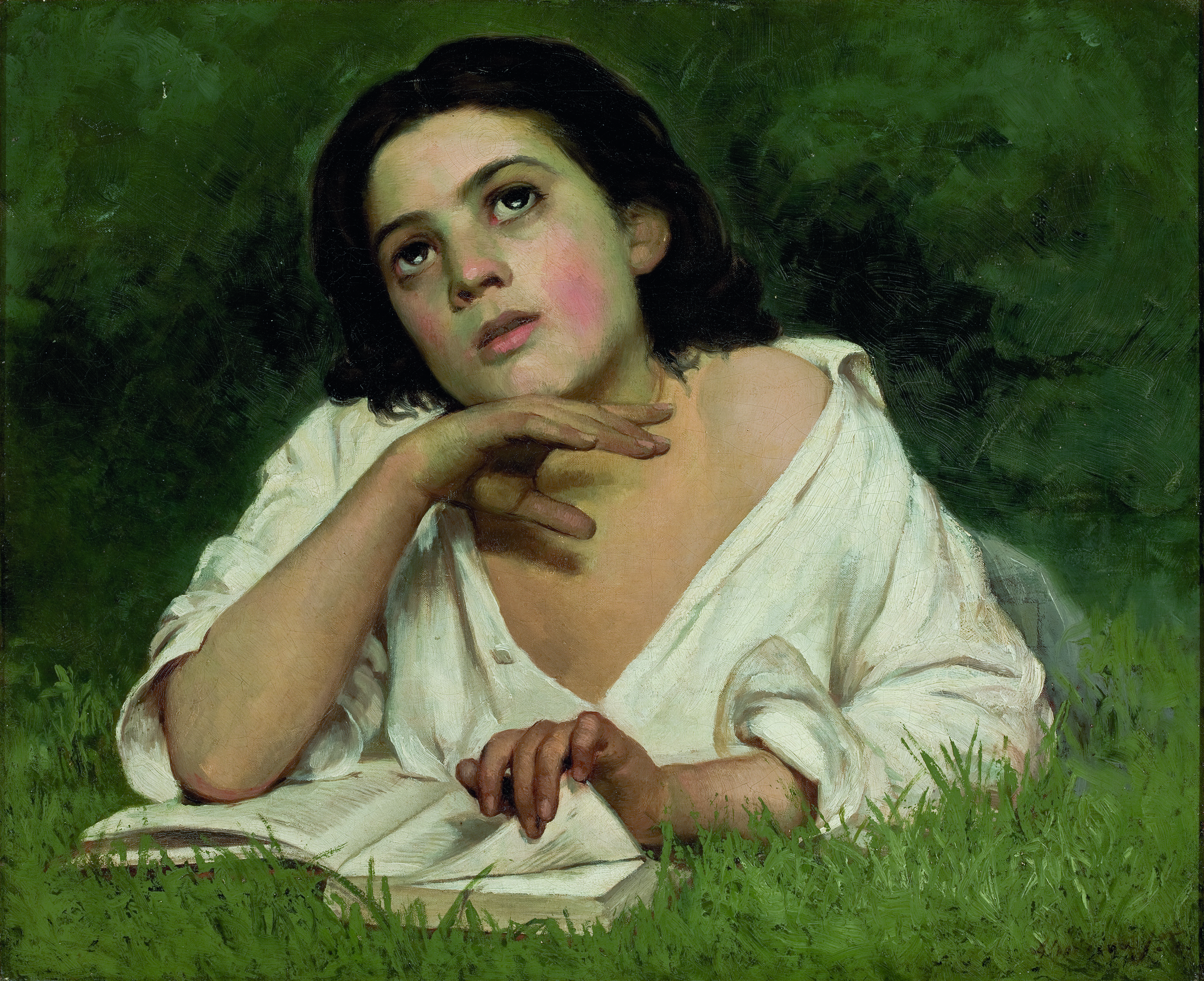
Almeida Júnior: Moça Lendo, MASP

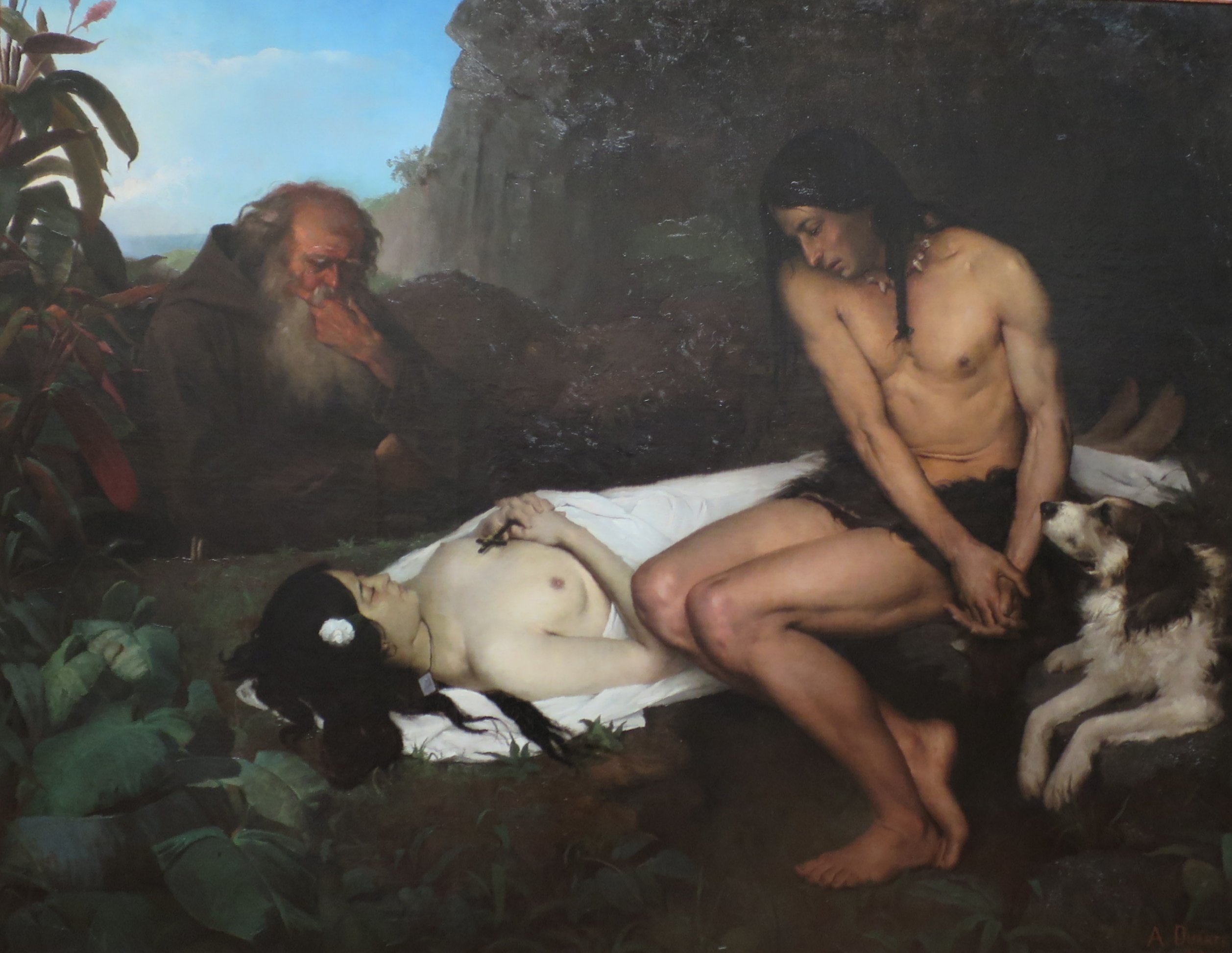
Augusto Rodrigues Duarte: As exéquias de Atalá, 1878. Museu Nacional de Belas Artes
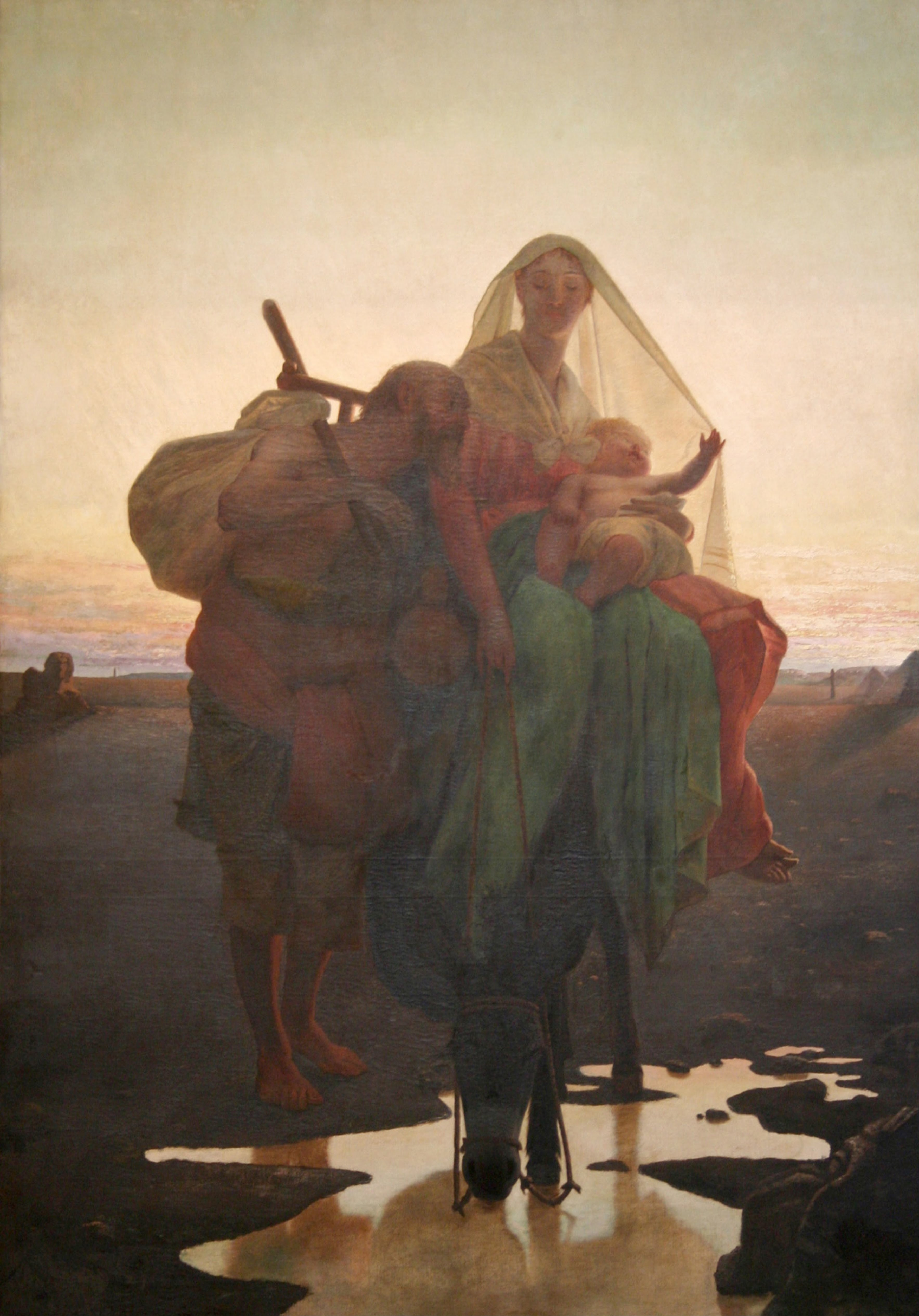
Almeida Júnior: Fuga para o Egito, 1881. Museu Nacional de Belas Artes
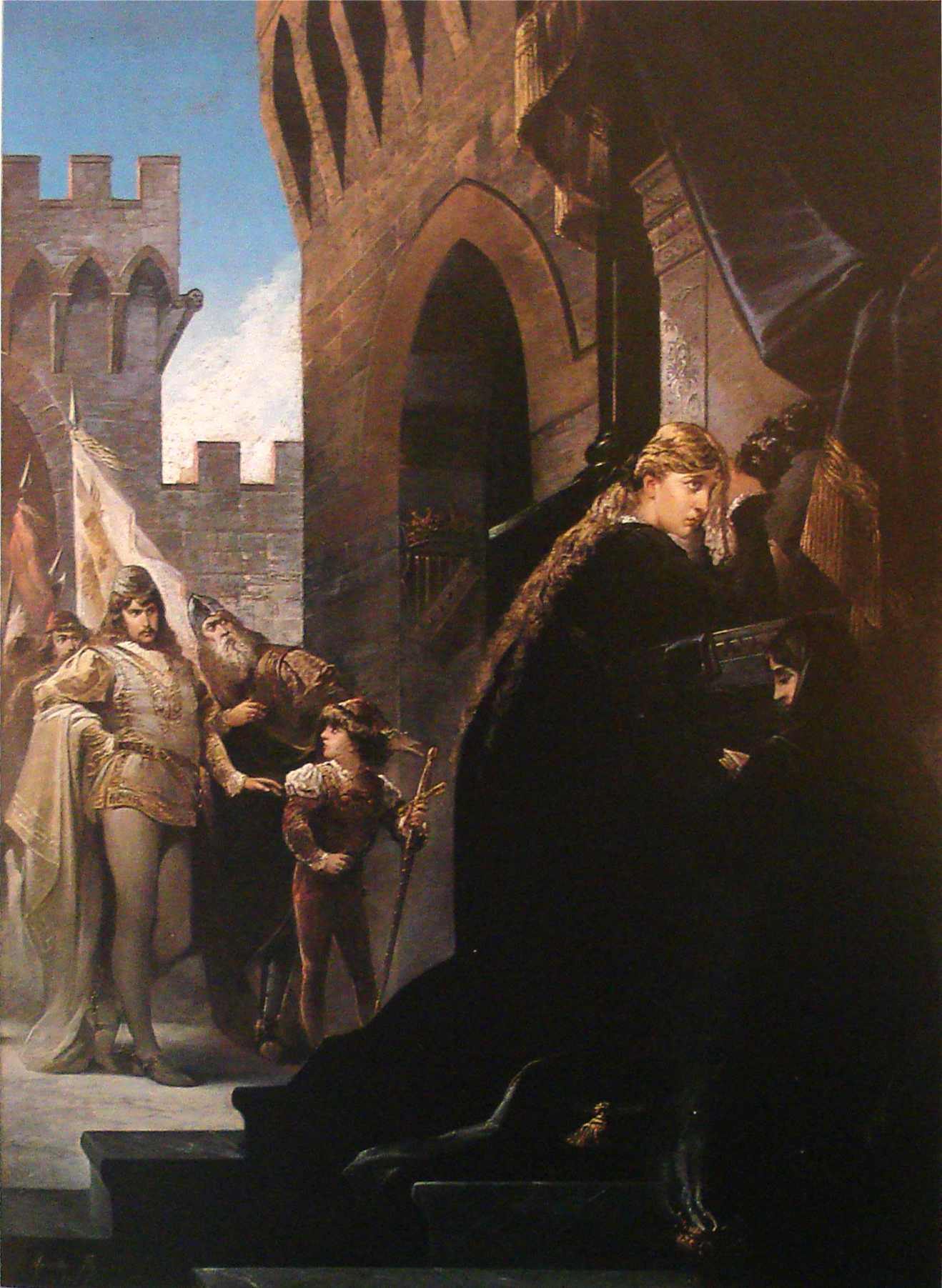
Aurélio de Figueiredo: Francesca da Rimini, 1883. Museu Nacional de Belas Artes
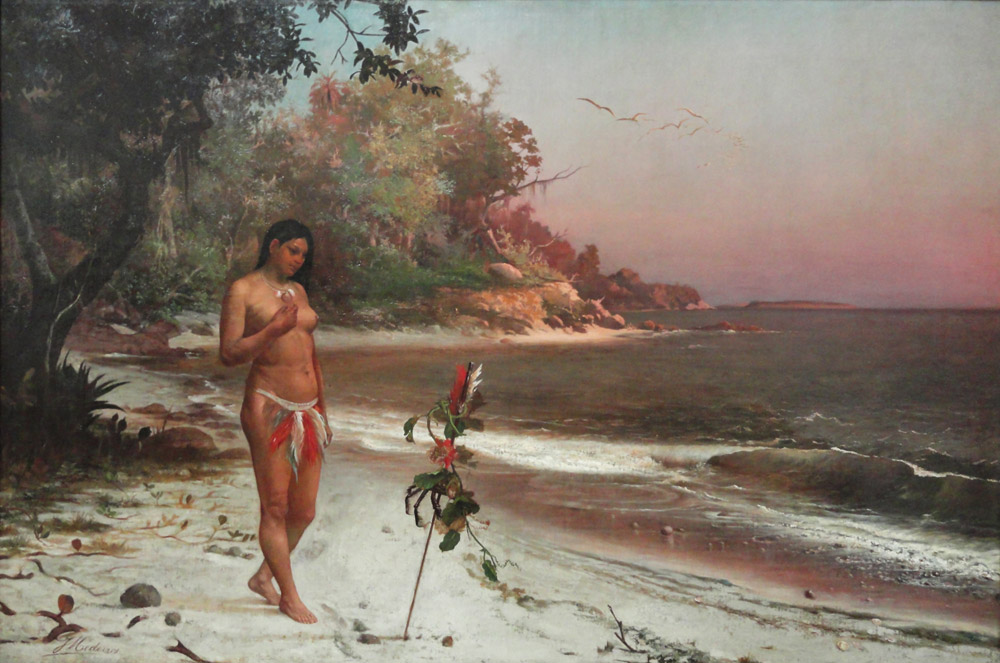
José Maria de Medeiros: Iracema, 1884. Museu Nacional de Belas Artes
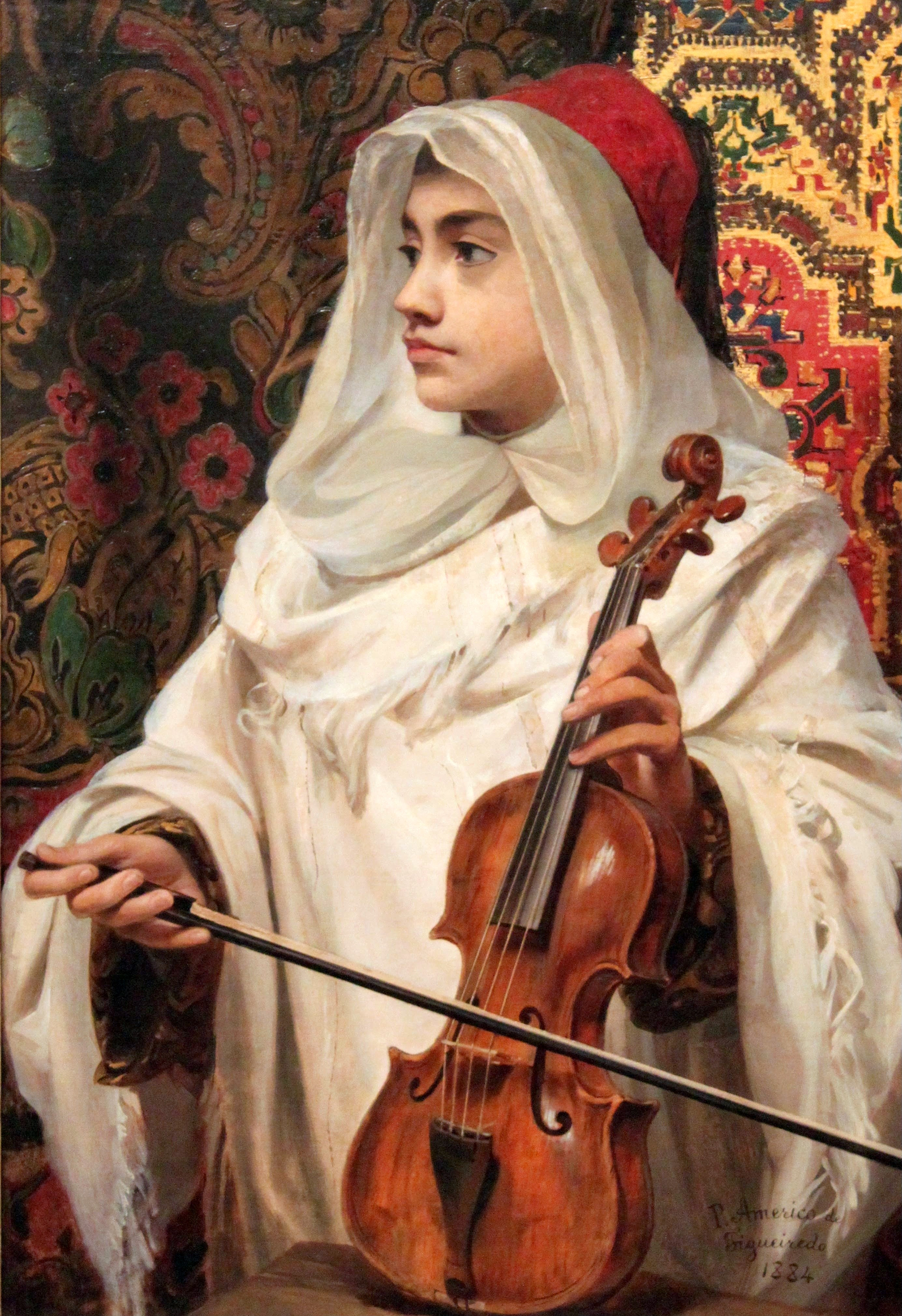
Pedro Américo: A rabequista árabe, 1884. Museu Nacional de Belas Artes

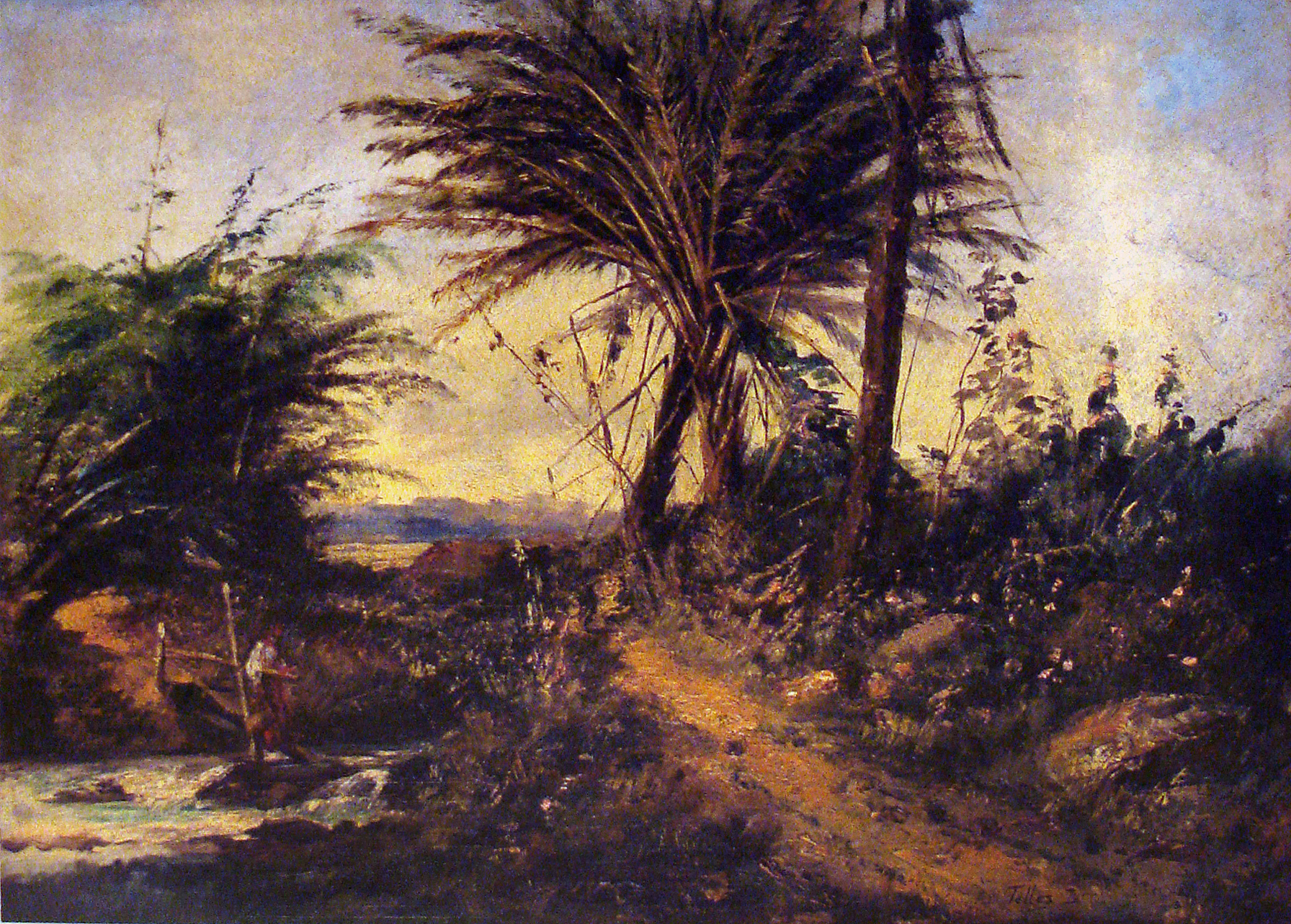
Telles Júnior: Paisagem. Museu do Estado de Pernambuco
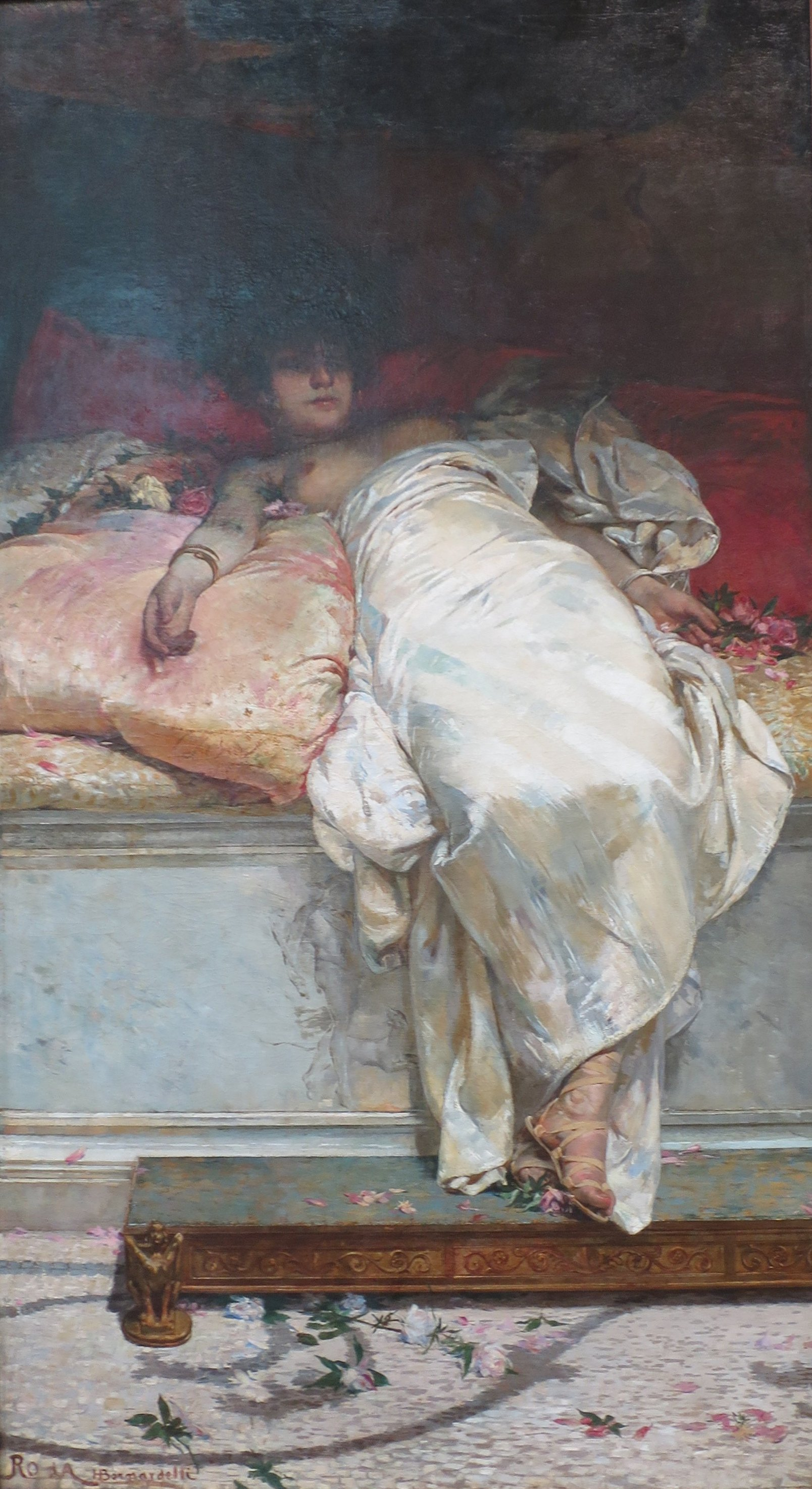
Henrique Bernardelli: Messalina, 1878-1886. Museu Nacional de Belas Artes
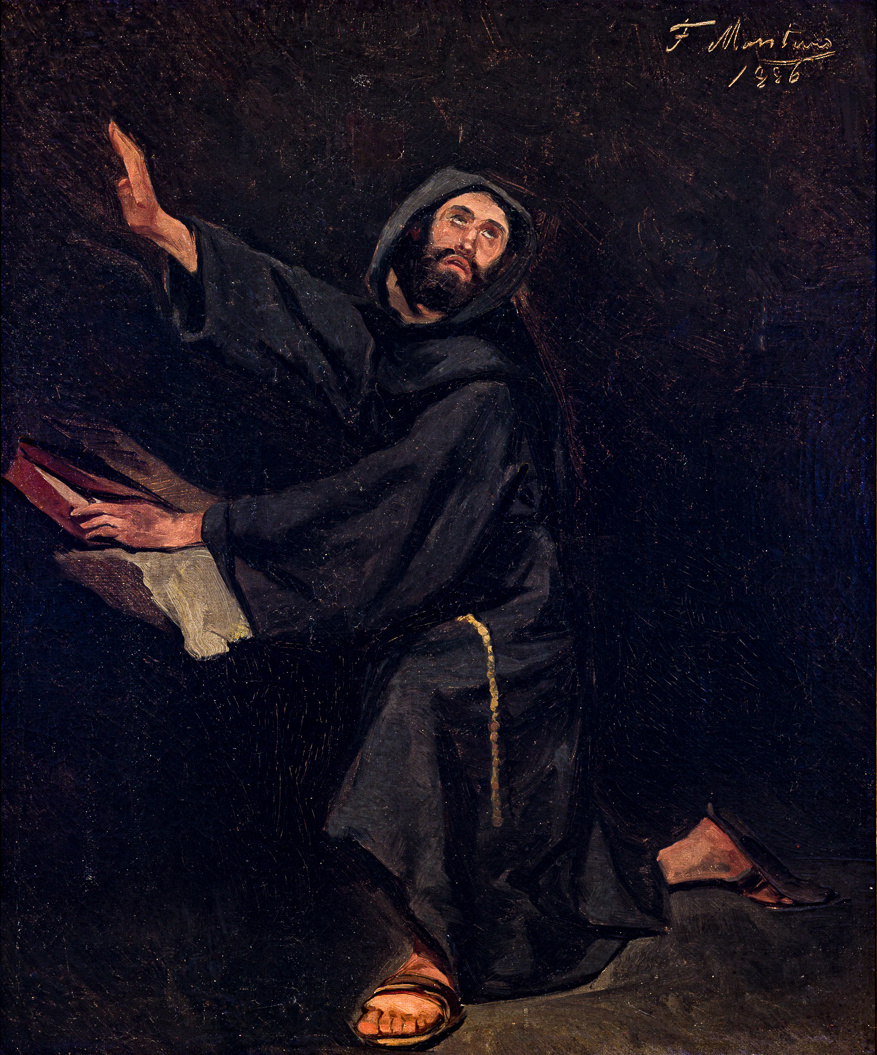
Antônio Firmino Monteiro: Santo, 1886. Museu Afro Brasil
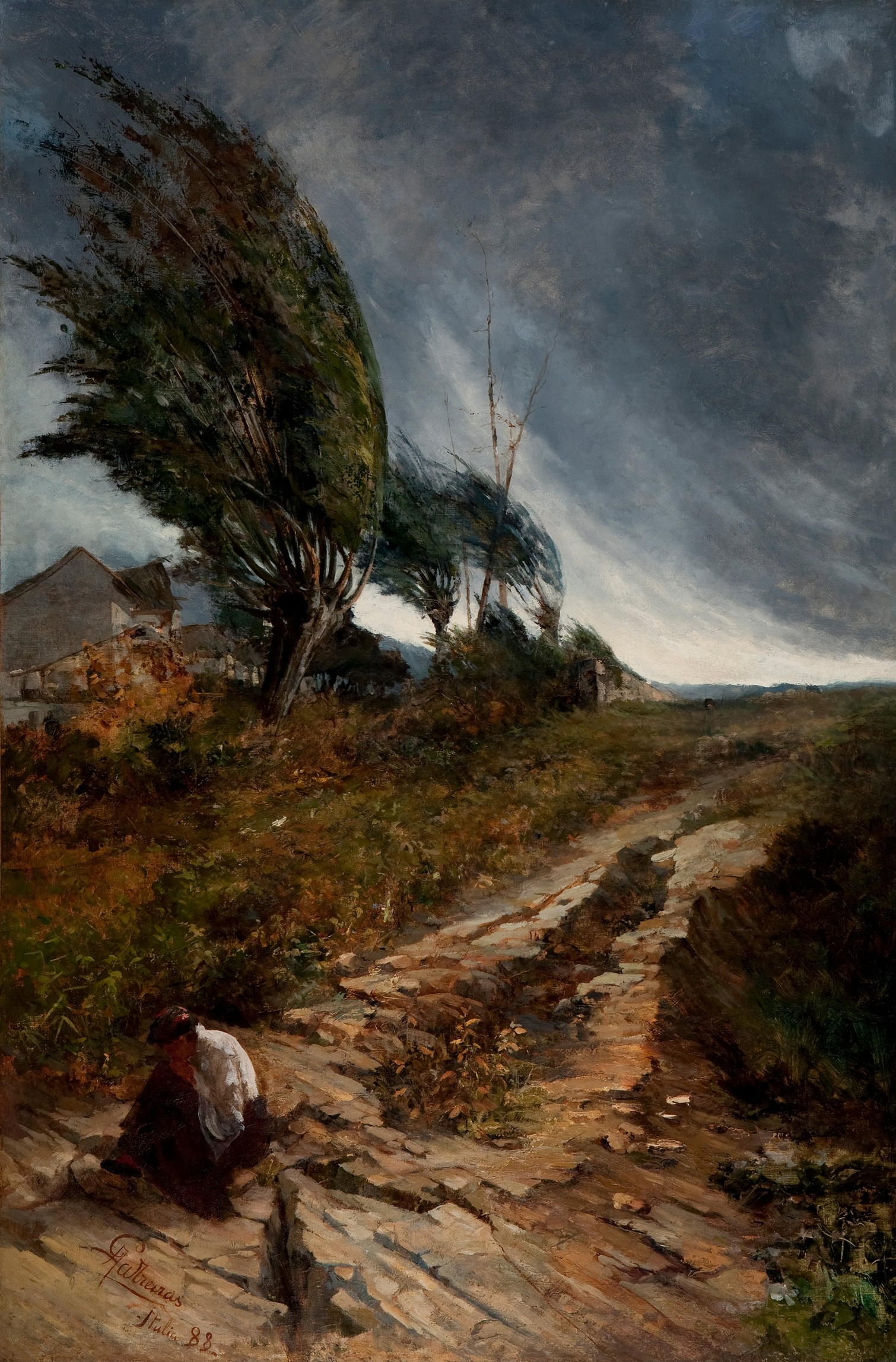
Antonio Parreiras: Ventania, 1888
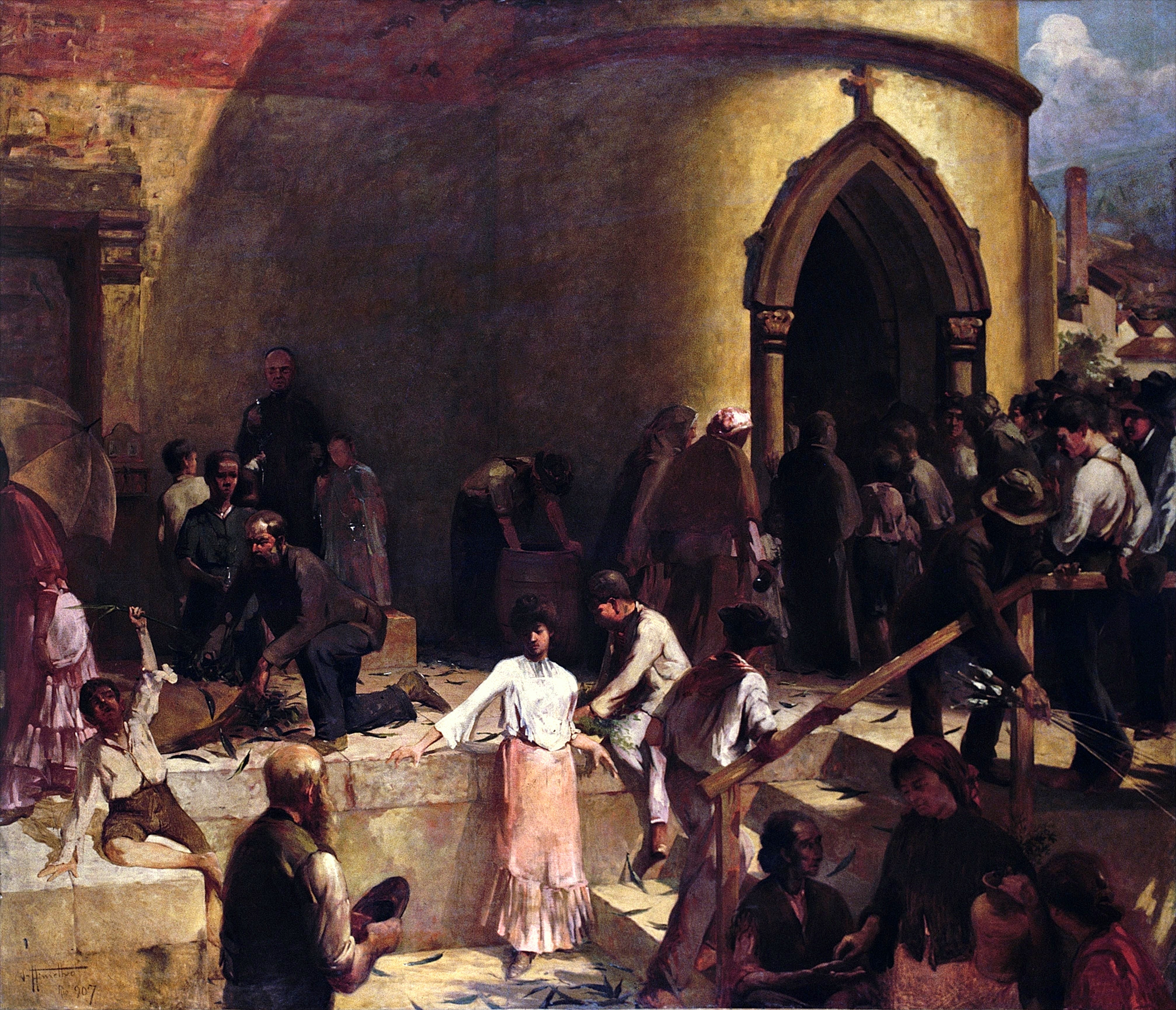
Timótheo da Costa: Antes do Aleluia, 1907. Museu Nacional de Belas Artes